# 미국
미합중국(영어: United States of America/United States, USA/US, 한국 한자: 美合衆國), 약칭 미국(영어: America, 한국 한자: 美國)은 주 50개와 특별구 1개로 이루어진 연방제 공화국이다. 태평양에 위치한 하와이를 제외한 모든 주와 수도인 워싱턴 D.C.는 북아메리카 대륙에 위치하며, 북쪽으로는 캐나다와 남쪽으로는 멕시코와 국경에 맞닿는다. 또한 북서측에 위치한 알래스카는 동측으로 캐나다와 서측으로 베링 해협을 사이로 러시아와 마주한다. 플로리다반도의 남동쪽으로는 바하마와 쿠바가 있다. 미국은 태평양과 카리브해에 해외 영토를 보유한다.
세계 여러 나라 중에 미국은 총면적 기준으로 세 번째로 넓은 국가이고, 북아메리카 및 아메리카 대륙에서 인구가 가장 많은 국가이자 세계에서 세 번째로 인구가 많은 국가이다. 세계에서 손꼽는 다문화 국가 중 하나로, 주로 백인, 흑인, 아시아인 등 여러 인종들이 섞여 있으며 그중에서 백인이 가장 많다. 또한 세계 각국에서 수많은 이민자가 들어온다. 미국의 경제는 2025년 기준 명목상 국내 총생산이 30조 3404억 달러로, 전세계에서 최대 규모의 경제이다.
아시아 대륙에서 기원한 아메리카 원주민은 오늘날의 미국 본토에 해당하는 지역에 오랜 세월 동안 살아왔으나 유럽의 아메리카 식민화 이후 전쟁과 질병으로 원주민들의 수는 급감하였다. 미국의 시작은 대서양 해안을 따라 늘어선 13개 식민지이다. 13개 식민지는 1775년 5월에 식민 본국인 영국과 전쟁을 벌였고(미국 독립 전쟁), 결국 1776년 7월 4일, 미국은 독립선언서를 발표하면서 민족 자결의 권리를 바탕으로 한 연맹체 국가의 성립을 선포했다. 이후 1783년까지 전쟁을 벌인 미국은, 파리 조약으로 영국 식민지 중에서 최초로 독립을 쟁취했다. 1787년 9월 17일, 필라델피아 헌법회의에서 오늘날 미합중국 헌법을 채택했으며, 이듬해에 비준하여 이 주들은 강력한 중앙 정부를 둔 단일 공화국이 되었다. 1791년에 비준한 미국 권리장전은 10개의 수정 헌법으로 구성했으며, 여러 자연권을 보장한다.
19세기에 미국은 프랑스, 스페인, 영국, 멕시코, 러시아 제국에서 영토를 획득하고, 텍사스 공화국과 하와이 공화국을 병합했다. 이 외에도 태평양과 카리브해에서 영토를 획득했다. 농업 중심인 미국 남부와 산업화 중심인 미국 북부 간에 주의 권리와 노예제 확대 문제를 놓고 갈등 하면서 1860년대에 미국 남북 전쟁이 일어났다. 북부가 승리하면서 영구적인 국가 분열 사태를 막았으며, 미국에서 노예제를 폐지하였다. 이후 1870년대에 미국 경제는 가속화한 산업화와 함께 제2차 세계 대전 이후 세계 최대 규모로 발전하였다. 미국-스페인 전쟁과 제1차 세계 대전으로 미국은 군사 강대국의 지위를 굳혔다. 제2차 세계 대전에서 미국은 최초로 핵무기를 보유하고, 유엔 안전보장이사회 상임 이사국이 되었다. 냉전을 종결하고 소련이 해체되면서 미국은 세계의 유일한 초강대국이 되었다. 미국은 전 세계 군비 지출의 3/5를 차지하며, 세계의 정치, 경제, 문화, 군사를 선도하는 나라이다.

## 명칭
1507년, 독일의 지도학자인 마르틴 발트제뮐러가 세계 지도를 만들었다. 그는 이 지도에서 유럽의 서반구 땅을 이탈리아 탐험가이자 지도 학자인 아메리고 베스푸치의 이름을 따서 "아메리카"라고 명명했다. 과거 영국 식민지 시대에 미국 독립선언서에서 "미합중국의 만장일치 선언"(unanimous Declaration of the thirteen United States of America)이라고 표기하여, 처음으로 이 나라의 현재까지 명칭을 썼다. 이것은 1776년 7월 4일에 "아메리카 합중국 대표자"들이 채택하였다. 1777년 11월 15일에 제2차 대륙 회의에서 연합 규약(Articles of Confederation)을 채택하면서 "이 연합의 입구는 '미합중국'(The United States of America)이 된다."라고 하면서 오늘날 국호를 확립했다. 이 국호의 축약형인 'United States'도 표준 명칭이다. 그 밖에 흔히 쓰이는 명칭으로는 'the U.S.', 'the USA', 'America'가 있다. 일상 회화에서 쓰이는 이름으로는 'the U.S. of A.'와 'the States'도 있다. 미국의 대중적인 명칭인 '컬럼비아'는 크리스토퍼 콜럼버스에서 유래한 말로, 수도인 '워싱턴 컬럼비아 특별구에서도 나오는 이름이다.
영어권에서 미국인을 이를 때 데모님으로 '아메리칸'(American)을 사용한다. 또 미국의 정식 수식어는 'United States of America'이지만, 'America'나 보통 A를 제외한 'U.S.'가 가장 흔히 미국을 일컫는 수식어다.
한편 오늘날 대한민국 및 중화권에서 쓰는 '미국'(美國)이라는 명칭은 청나라 시대 중국인들이 '아메리칸'을 중국어 발음에 가깝게 적은 음역인 '美利堅'에서 왔다. 이 말의 기원은 미국이라는 뜻인 'American'에서 나온다. 당시 청나라 시대 중국인들은 이것을 '메리칸'으로 들었고, 가까운 중국어 발음인 '메이리지안(美利堅)'이라고 했다. 이를 줄여 '메이궈'(美國)로도 표기하였고, 당시 조선인들이 이를 한국어식 한자음으로 읽어 '美利堅(미리견)', '미국(美國)'으로 읽고 표기했다. 일본에서는 '亞米利加'(아미리가)로 표기했으며, 이를 줄여서 '베이코쿠(米國)'로 표기하기도 했다. 일제강점기 조선에서도 이 표기를 사용했으며, 조선민주주의인민공화국은 현재도 일본식 음역인 '미국(米國)'을 사용한다. 그 밖에도 과거 한국에서 사용한 '며리계'(彌里界)라는 독자적인 음차 표기도 있었다.

## 역사

### 아메리카 원주민과유럽의 식민지화
알래스카 원주민을 비롯한 북아메리카 본토 원주민들은 주로 아시아에서 이주해 왔다고 여긴다. 12,000년 ~ 40,000년 전에 아메리카에 왔던 이들 북아메리카의 동남부와 서남부의 원주민 집단은 진보한 농경과 건축을 통해 국가 수준의 사회를 이룩했고 북미 전지역에 걸쳐 다양하고 복잡한 문화를 형성했으나, 유럽인들이 들어오며 전파한 천연두 등 수많은 외래 질병과 전쟁 및 노예화와 착취로 수많은 아메리카 토착민들이 목숨을 잃었다. 1492년경 8천만 명에 이르렀던 원주민의 인구는 1650년경에는 8백만 명 정도로 줄었다. 이는 유럽의 흑사병을 넘어선 인류의 대재앙이자 인종학살이었다.

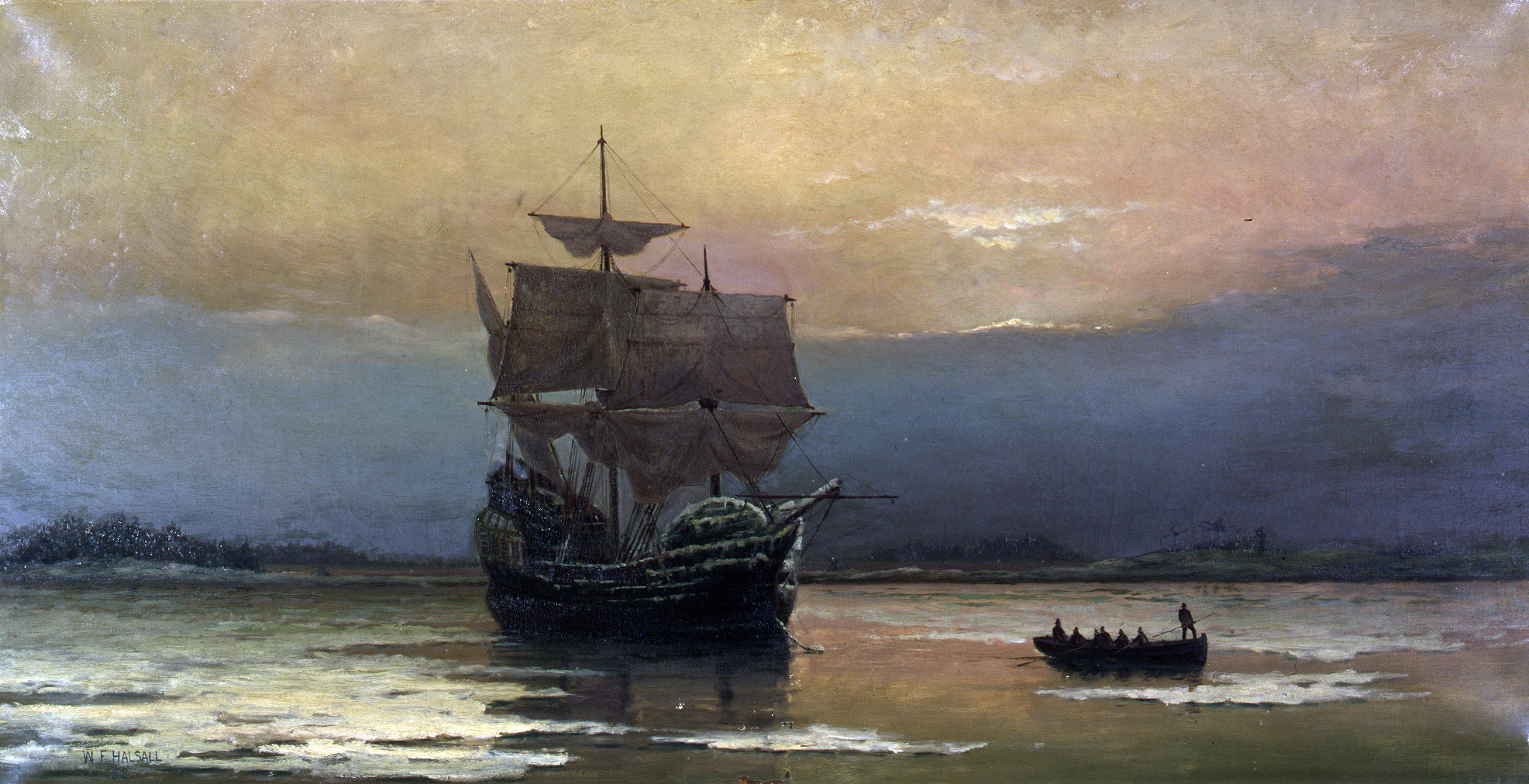
1620년에 청교도들이 메이플라워 호를 타고 신대륙으로 갔다. 그림은 윌리엄 핼샐의 '플리머스 항구의 메이플라워 호', 1882년작.

1492년, 제노바 출신 탐험가 크리스토퍼 콜럼버스는 포르투갈의 지원을 얻지 못하자 이사벨 1세의 주도로 카스티야와 아라곤왕국이 연합하여 성립한 스페인 왕실과 계약을 맺어 카리브해 제도까지 항해하여, 원주민들과 처음으로 조우하였다. 1513년 4월 2일, 스페인 정복자 후안 폰세 데 레온이 스스로 "라 플로리다"(La Florida)라고 부른 땅에 처음으로 발을 디뎠는데, 이때가 유럽인이 처음으로 미국 본토에 도착했다고 기록하였다. 이 지역에 스페인 정착지가 들어서고 연이어 오늘날의 미국 서남부지역인 멕시코까지 이어졌다. 프랑스인인 모피 무역상 쿠레르 데 브와들은 오대호 주변 지역에 누벨 프랑스라는 전초 식민지를 건설했으며, 마침내 프랑스는 멕시코만에 이르는 북아메리카 내륙 지방 거의 대부분을 자신들의 영토로 주장했다. 정착에 성공한 초기 영국인 정착지로는 1607년 제임스타운의 버지니아 식민지와, 1620년 청교도들의 플리머스 식민지다. 1619년에 이들 식민지는 이미 버지니아 회의를 구성했는데 이는 메이플라워 협약보다도 앞선 미국 최초의 민주적인 의회였다. 1628년에 매사추세츠 만 식민지회사의 칙허로 말미암아 이주민들이 대거 흘러들어오며, 1629년에 메릴랜드에, 1634년에 뉴 잉글랜드에는 10,000여명의 청교도들이 살았다. 1610년대 말에서 미국 혁명에 이르기까지 약 50,000명의 죄수들을 영국령 아메리카 식민지로 이송하였다. 1614년부터 네덜란드 정착민들이 맨해튼섬의 뉴암스테르담(현재의 뉴욕의 이전 수도) 등 허드슨강 하구를 따라 정착했다. 이주해온 절대다수의 인구는 잉글랜드의 청교도, 프랑스와 스위스의 위그노, 아프리카에서 온 노예로 이주하거나 중남미 식민지에서 들어온(이미 사탕수수 농장의 노동력을 위해 도입되었다.) 아프리카계 미국인들이었다. 이들은 뉴잉글랜드와 버지니아를 중심으로 미드 애틀랜틱 지역, 캐롤라이나를 중심으로 남부 곳곳에 이주하여 미국의 역사가 태동했다.

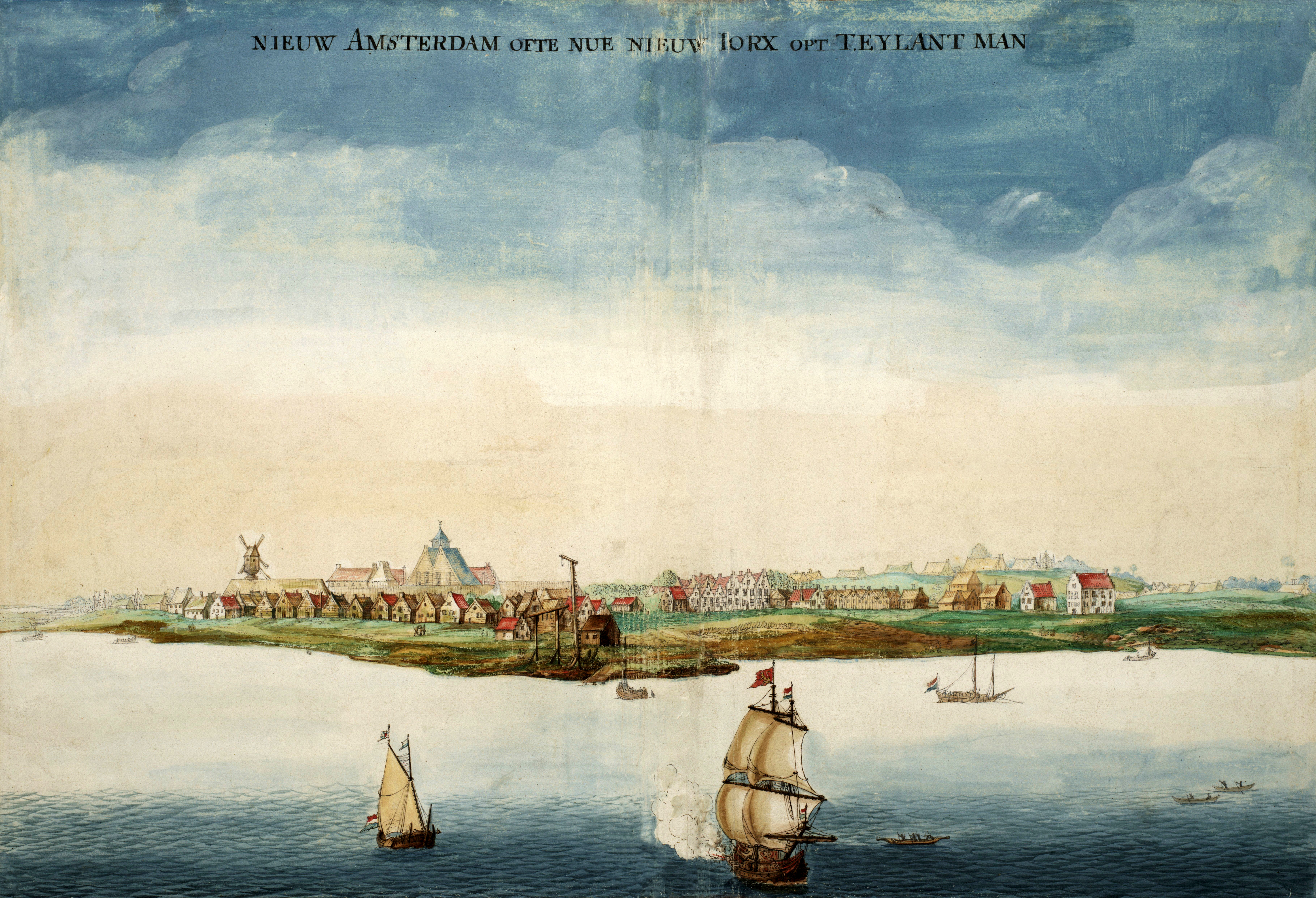
뉴암스테르담, 후에 뉴욕으로 개명하고 급격히 발전하였다. 1664년작.

1674년, 영국-네덜란드 전쟁 이후 네덜란드는 자신들의 아메리카 영토를 영국에 할양했으며, 뉴네덜란드 주는 뉴욕 주로 개명했다. 새 이주민 다수는 특히 남부로 몰렸고, 이들은 계약 노동자들로, 1630년~1680년 사이에 버지니아의 전체 이주민 가운데 약 2/3가 계약 노동자들로 남부 대지주들의 플랜테이션이나 잡일에 고용했다가 계약 후에 자유 시민이 되었다. 18세기에 들어, 아프리카 노예들이 담보 노동의 주요 원천이 되었다.
1729년 북부와 남부의 경제·사회적인 갈등으로 캐롤라이나가 노스캐롤라이나와 사우스캐롤라이나로 분리하고, 1732년 스페인을 견제하려고 조지아에 식민지를 설치하였다. 이후 미합중국을 이룰 영국의 식민지 13개 식민지 모두를 세웠다. 이들 각 주는 거의 대부분 남성 자유민들이 참여하는 선거로 지방 정부를 두었다. 옛 영국인의 권리에 헌신하고 공화주의를 고무시킨 지방 자치의 관념이 발전하였다. 모든 주에서 아프리카 노예 무역을 합법화했다.
아메리카 식민지는 출산율이 높고 사망률이 낮으며, 여성을 포함한 이민자가 끊임없이 유입하여 인구가 급속히 증가했다. (미국의 평균수명은 영국의 평균수명보다 10세이상 앞서있었다.) 프렌치 인디언 전쟁에서 영국군이 프랑스에게 캐나다를 빼앗았으나, 이 곳에 프랑스어를 쓰는 주민들은 남쪽 식민지와 정치적으로 독립 상태를 유지하였다. 아메리카 토착민들을 제외한 이들 13개 식민지 인구는 1770년에 260만여 명으로 당시 영국의 1/3 수준이었으며, 아메리카 인구의 1/5은 아프리카계 미국인 노예들이었다. 아메리카 식민지는 영국에 조세를 납부했으나, 영국 의회에 대표자를 두지 못했다. 1730년대와 1740년대 대각성 운동이라는 기독교 부흥주의 운동으로 종교와 종교 자유에 대한 관심이 커졌다. 또한 이 운동으로 미국 대학의 역사가 시작했다. 종교 자유와 과학 탐구를 위해 식민지에 자신들의 대학을 설립했다. 1636년 하버드 대학교가, 이후에 윌리엄 앤 메리 대학교, 예일 대학교, 프린스턴 대학교, 펜실베이니아 대학교 등 소위 아이비리그로 지칭하는 명문 사립 대학들을 이 시기에 설립하였다.

### 독립과 영토 확장

독립 선언. 존 트럼벌 그림. 1817-18년작.

1760년대와 1770년대 초 혁명기에 아메리카 식민지와 영국 사이 대립으로 미국 독립 전쟁(1775년 ~ 1781년)이 일어났다. 1775년 6월 14일, 필라델피아에서 열린 대륙 회의에서 대륙군을 창설했고, 사령관으로 조지 워싱턴을 임명했다. 1776년 7월 4일 이 회의에서 토머스 제퍼슨이 초안을 쓴 독립 선언서를 채택했다. 이 날이 오늘날 미국의 독립기념일이다. 1777년 연합 헌장으로 결속력이 약한 국가연합 정부를 설립해서 1789년까지 존속했다.
프랑스 지원을 받은 아메리카 군대가 영국을 무찔러,(요크타운 전투) 영국은 미합중국의 독립을 인정하고, 이들 주에게 미시시피강 동쪽의 아메리카 영토의 주권을 승인했다. 독립 당시 미국의 수도는 뉴욕이었다. 조세권을 가진 강력한 국가를 창설하길 바라던 사람들이 1787년에 필라델피아 헌법회의를 조직하였다. 1789년에 미국 헌법을 비준했으며, 1789년에 신생 공화국 초대 상하원 의회가 출범하고 조지 워싱턴이 대통령에 취임했다. 1790년에는 수도를 필라델피아로 옮겼다. 연방 정부가 개인의 자유 및 다양한 법적 보호 보장의 제한을 금한 권리 장전을 1791년에 채택했다. 1800년에 수도를 다시 현재의 워싱턴 D.C.로 옮겼다.
노예제에 대한 입장은 유동적이었는데, 미국 헌법 1조 9항에서는 아프리카 노예 무역 폐지를 20년간 유보했다. 북부 주에서 1780년에서 1804년 사이에 노예제를 폐지했으나, 남부 주에서는 "특별한 관습"(peculiar institution)을 옹호하며 노예주로 남았다. 1800년경에 시작한 제2차 대각성 운동으로 복음주의가 노예 제도 폐지 운동을 비롯한 다양한 사회 개혁 운동의 원동력이 되었다.

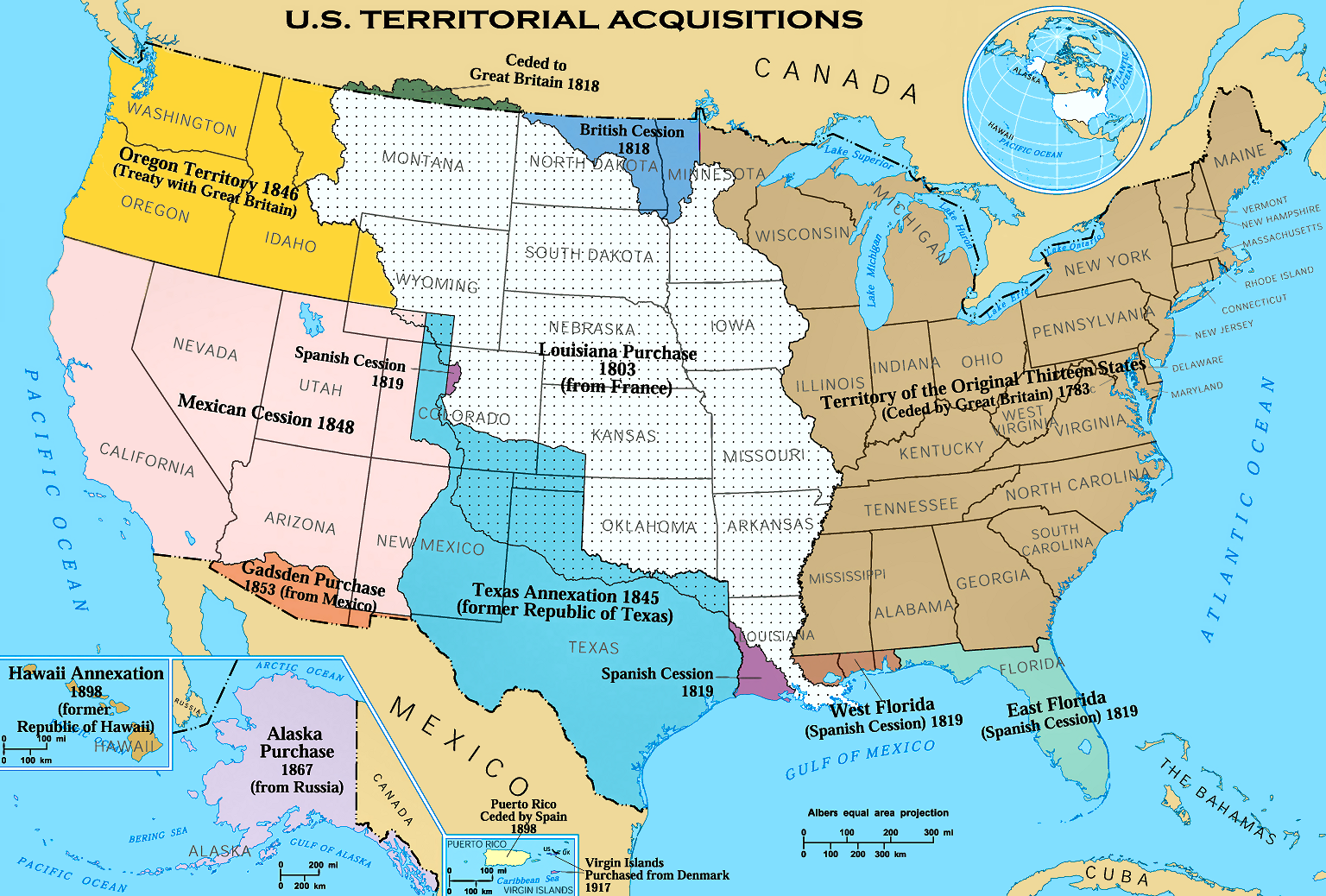
미국의 연도별 영토 확장.

미국은 서부로 영토를 확장하며 아메리카 인디언 전쟁이 일어났으며 인디언 제거 정책을 펴서 원주민들은 많은 사상자를 내고 인디언 보호구역으로 보냈다. 1803년 토머스 제퍼슨 대통령이 프랑스에게서 루이지애나를 매입하여 국토 면적은 거의 두배로 늘어났다. 여러 이유로 영국과 벌인 1812년 전쟁은 승패가 분명히 갈리지는 않았으나 미국의 민족주의를 강화시켰다. 미국 군대가 플로리다를 수 차례 침입하면서 1819년에 미국은 스페인에게서 플로리다와 여타 멕시코만 연안 영토를 할양받았다.(아담스-오니스 조약) 1845년에 미국은 텍사스 공화국을 병합하였다. "명백한 운명"이라는 관념의 대중화는 바로 이 시기였다. 1846년 영국과 오리건 조약을 맺으면서 미국은 오늘날 미국 북서부를 통치하였다. 멕시코-미국 전쟁에서 미국이 승리하면서 1848년에 캘리포니아와 오늘날 미국 남서부를 할양받았다. 1848년 ~ 49년의 캘리포니아 골드 러시로 서부 이주가 가속화했다. 새로이 철도를 부설하면서 정착민들 이동이 쉬워지고, 원주민과 갈등도 커졌다. 50년 만에 4천만 마리 이상의 아메리카들소(버팔로)를 가죽과 고기를 위해서 또한 철도망 확대의 편의를 위해 학살했다. 평원 인디언들의 자원이던 버팔로를 잃어 원주민 생존과 문화는 큰 타격을 입었다.

### 내전과 산업화

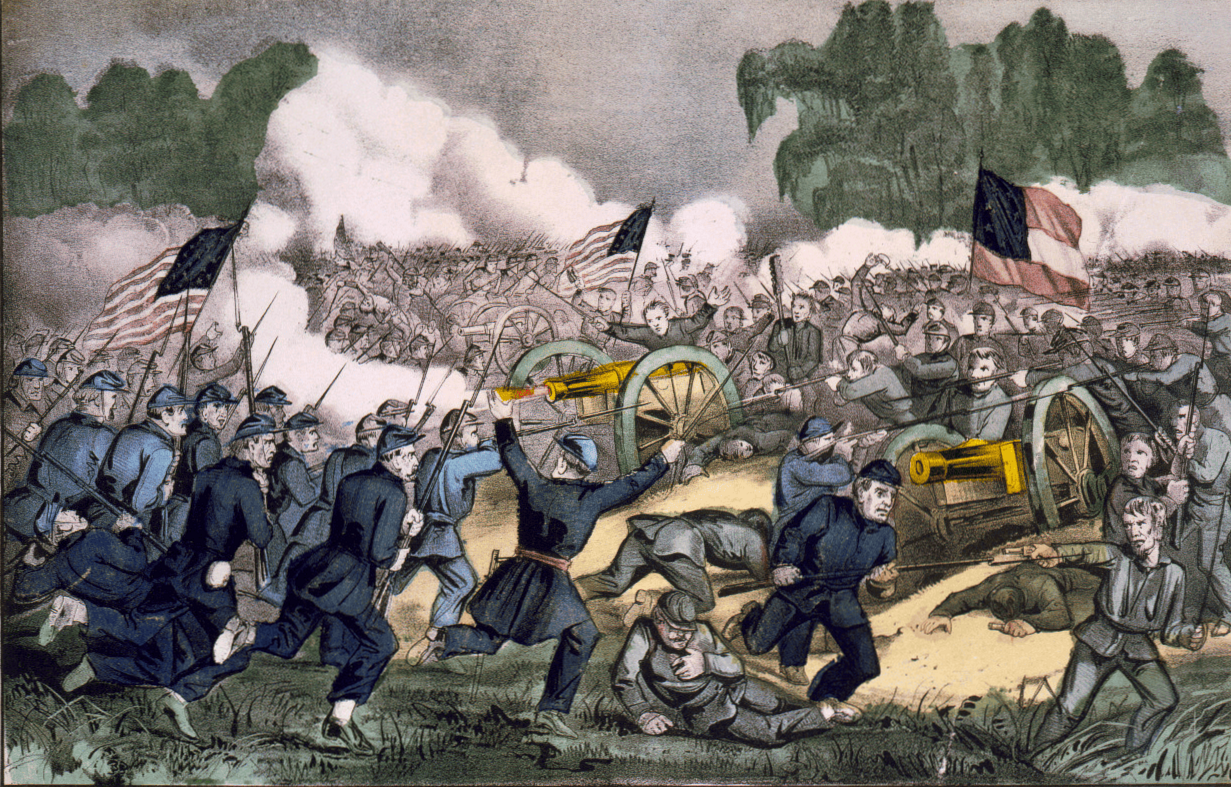
"게티즈버그 전투", 쿠리에 & 이브의 석판화. 1863년경.

노예주와 자유주는 주와 연방 정부간의 관계를 놓고 갈등했으며, 신설 주의 노예제 시행 여부를 놓고 폭력 사태까지 일어났다. 그런 가운데, 주로 노예제 반대 입장이었던 공화당 후보 에이브러햄 링컨이 1860년에 대통령으로 선출되었다. 링컨의 취임에 앞서 일곱 노예주는 분리 독립을 선언하여 남부 연합을 결성했다. (연방 정부는 이를 불법으로 규정하였다.) 남부 연합이 섬터 요새를 공격하면서 미국 내전이 발발하였으며, 노예주 네곳이 남부 연합에 추가로 가입했다. 이에 링컨은 노예 해방 선언에서 남부 연합 노예의 자유 선언을 했다. 1865년에 남부 맹방이 패배하여 미국 헌법은 세차례 수정되어 당시 노예 신분이었던 아프리카 노예 4백만여 명이 자유를 보장받았으며, 미국 시민이 되었고, 투표권을 부여받았다. 이 전쟁으로 연방 정부의 권력이 크게 증대되었다.
링컨이 암살당하면서, 새로이 해방된 노예들의 권리를 보장하는 한편 남부 주를 재건하고 재통합하는 목표로 했던 공화당의 재건 정책이 급진화되었다. 1876년 대선 논쟁이 1877년의 합의로 해결되면서 미국의 재건 정책이 종식되었으며, 이내 짐 크로 법으로 수많은 아프리카계 미국 시민들이 시민권을 박탈당하였다. 북부에서는 도시화가 이루어지고 남유럽과 동유럽에서 전례없이 많은 이민자들이 유입되면서 미국의 산업화가 더욱 진전하였다. 1929년까지 지속된 이민 물결로 노동력이 유입되고 미국 문화가 변화하였다. 국가 기반 시설이 발전하면서 경제는 호황을 이루게 되었다. 1867년 러시아에서 알래스카를 매입하면서 미국 본토의 영토 확장이 일단락되었다. 영토를 잃은 원주민이 1890년 운디드 니 학살로 최후의 대규모 무장 투쟁을 벌였으나 실패했다. 1893년, 태평양 하와이 왕국의 왕정이 미국 거류민들이 주동한 정변으로 전복되자, 1898년에 미국은 이 군도를 병합했다. 같은 해 미국-스페인 전쟁에서 승리하면서 미국은 강대국의 면모를 보이게 되었으며, 푸에르토리코, 괌, 필리핀을 병합했다. (50여년 뒤에 필리핀은 미국에서 독립했으나, 푸에르토리코와 괌은 미국 영토로 남아있다.)

### 제1차 세계 대전과 대공황

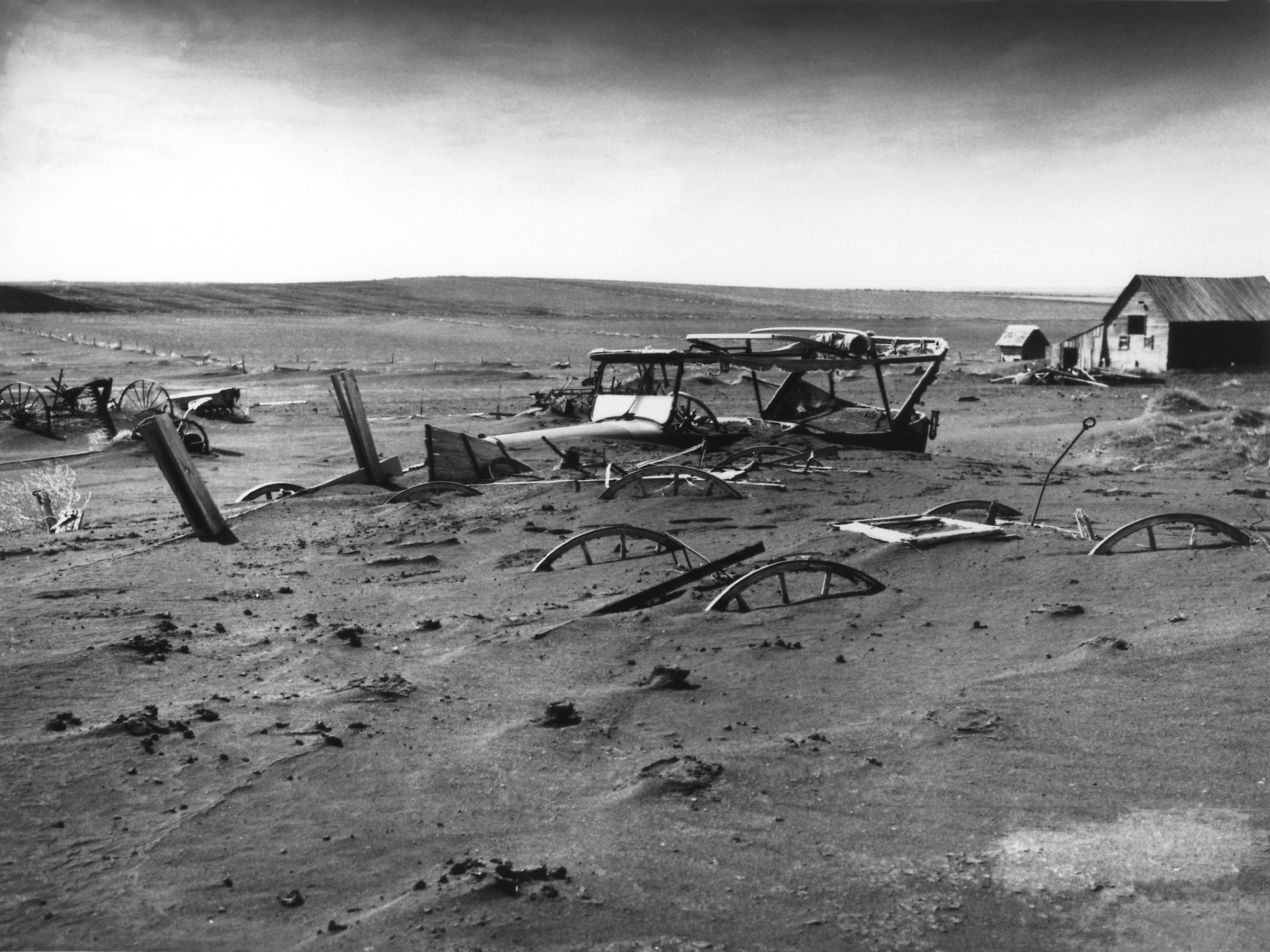
1936년 더스트볼로 버려진 사우스다코타의 농장.

1914년에 제1차 세계 대전이 발발할 때 미국은 중립 태도를 취했다. 미국인 거의 대부분은 영국과 프랑스를 동정했으나, 많은 이들이 참전에 반대했다. 1917년 미국은 결국 연합군으로 참전하면서 전황은 동맹국에 불리하게 전개된다. 전후 상원은 국제 연맹을 창설한 베르사유 조약에 비준하지 않았다. 미국은 고립주의에 경도된 일방주의 정책을 추구했다. 1920년대에 여권 신장 운동은 여성 투표권을 보장하도록 헌법이 수정되는 성과를 얻었다. 번영을 구가하던 광란의 20년대(Roaring Twenties)는 대공황의 단초가 된 월 가의 대폭락 즉 검은 목요일로 끝나버렸다. 1932년에 대통령에 당선된 프랭클린 D. 루스벨트는 경제 위기에 맞서 수정자본주의인 뉴딜 정책으로 대응하여 1937년까지 상당한 경제 회복을 이루어냈다.
제2차 세계 대전 초기에 미국은 중립을 유지하다, 1939년 9월에 나치 독일이 폴란드를 침공하면서 1941년 3월 무기대여법을 통해 연합국에 물자를 제공하기 시작했다. 1941년 12월 7일, 일본이 진주만을 급습하면서 미국은 추축국에 대항하여 연합군에 참전했다. 참전으로 미국은 1937년 이후의 경기 침체를 해결했고 이로 인해 주요 참전국 가운데 유일하게 미국은 전쟁으로 큰 이점을 얻었다. 연합국의 브레튼 우즈 회의와 얄타 회담으로 미국과 소비에트 연방이 세계 정치의 중심에 서게 되는 새로운 세계를 구축하게 되었다. 유럽 전선에서 연합국이 승리하자 1945년 샌프란시스코 회의에서 전후에 발효한 유엔 헌장이 도출되었다. 처음으로 핵무기를 개발한 미국은 그 해 8월에 일본 히로시마와 나가사키에 핵무기를 처음으로 사용했다. 1945년 9월 2일 일본이 항복하면서 전쟁이 끝났다.

### 냉전, 저항 정치, 사회 변혁

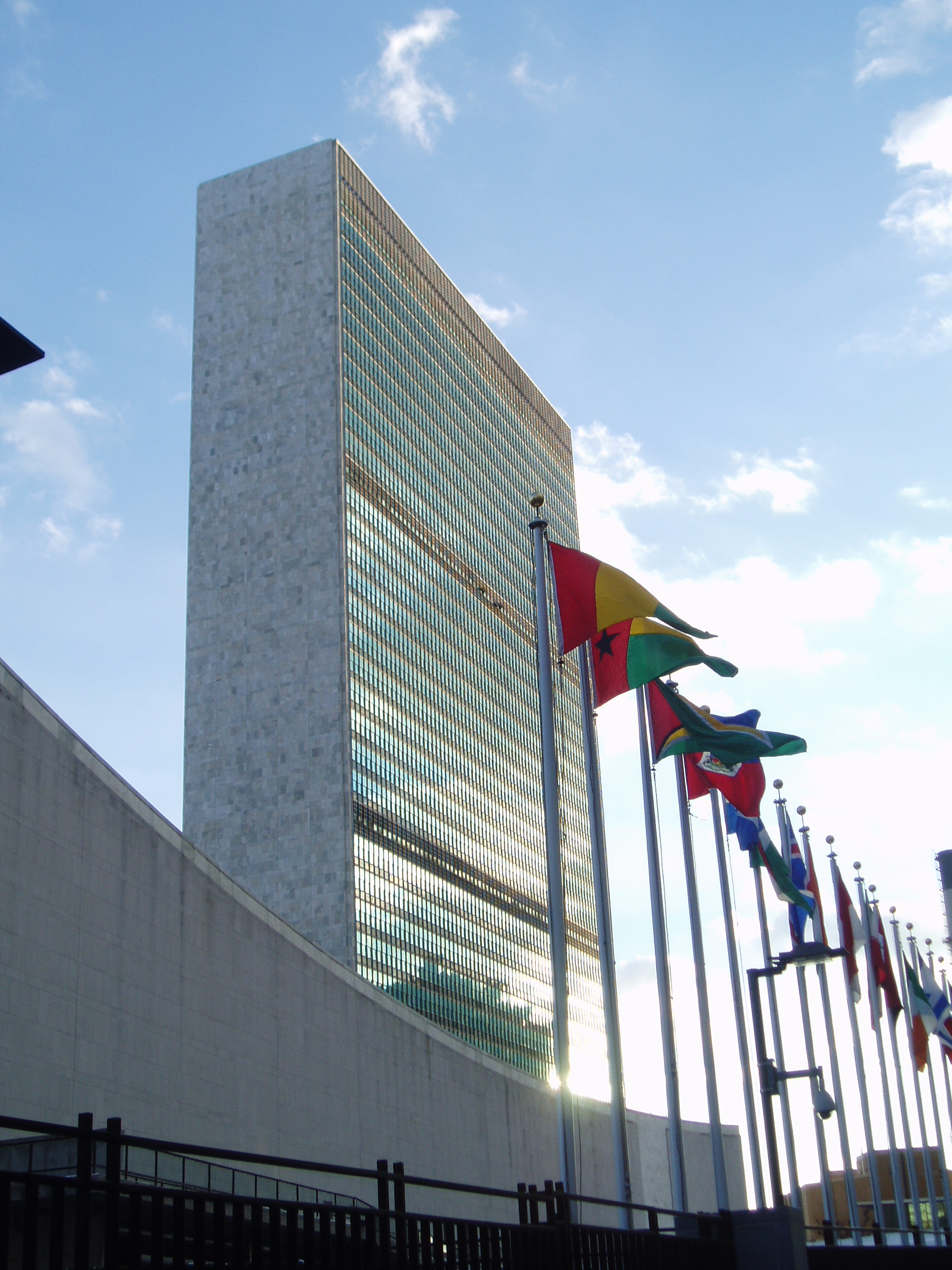
뉴욕의 미드타운 맨해튼에 위치한 유엔 본부

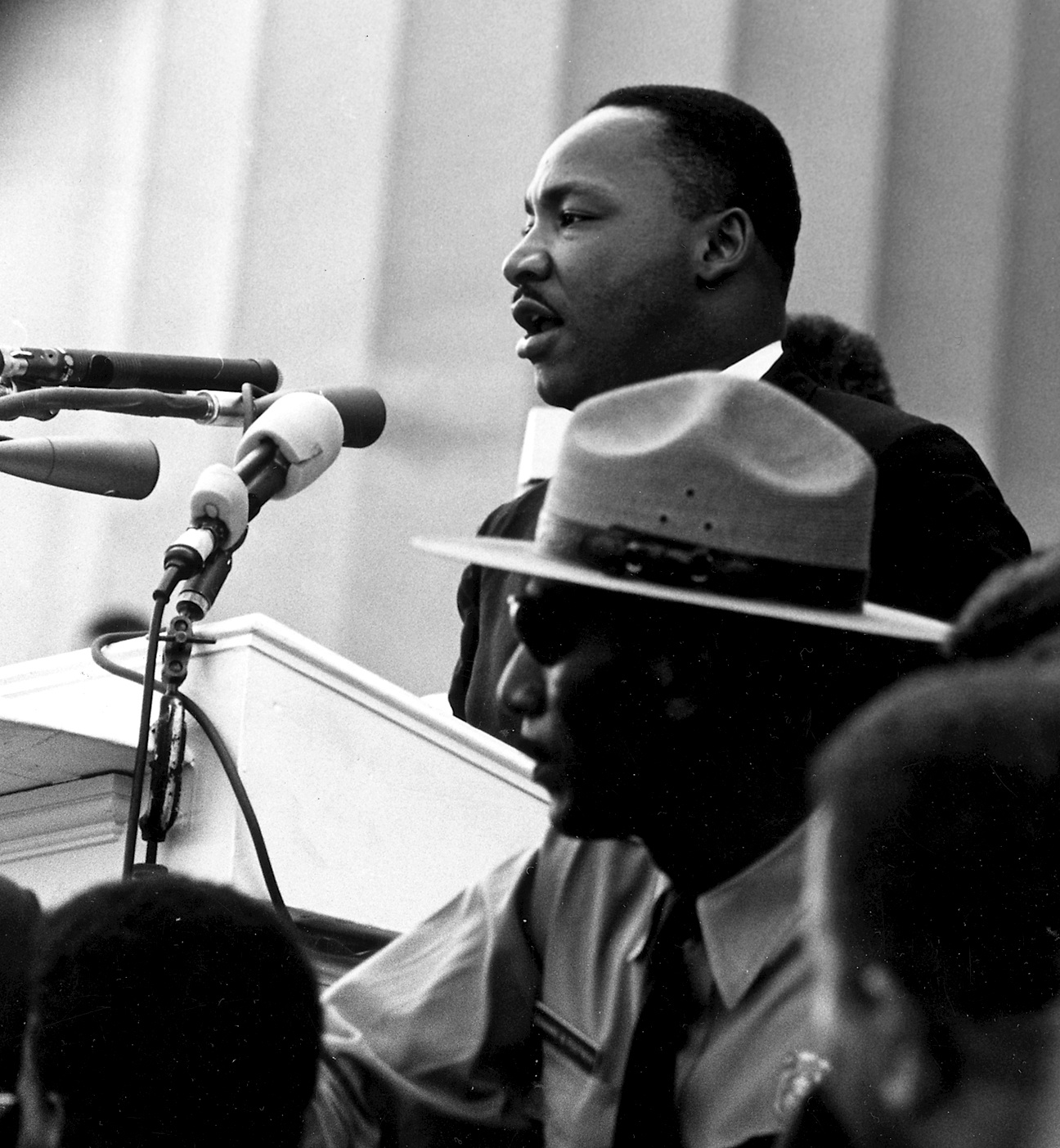
1963년 "나에게는 꿈이 있습니다."라고 연설하고 있는 마틴 루터 킹 2세.

제2차 세계 대전 이후 냉전기에 미국과 소련은 각자 북대서양 조약기구와 바르샤바 조약기구를 통하여 유럽의 군사 현안을 주도하며 패권을 놓고 경쟁했다. 미국은 자유민주주의와 자본주의 &법치주의를 발전시켰으며, 소련은 전체주의와 공산주의 & 사회주의 & 관치경제를 이끌어갔다. 양자는 대리전을 통하여 전쟁을 벌이고 여러 독재 정권을 지원했다. 1950 ~ 53년의 한국 전쟁에서 미군은 중국 공산군과 싸웠다. 하원 반미 활동 위원회(HUAC)에서는 좌익 단체의 국가 전복 혐의를 캐내는 조사 활동을 벌였으며, 매카시 상원 의원은 반공 정서의 중심 인물이 되었다.
1961년 소련이 최초의 유인 우주선을 쏘아올리면서, 존 F. 케네디 대통령은 미국이 최초로 "달에 사람을 보내겠다"는 계획을 내세워 1969년에 기어이 실현했다. 또 케네디는 쿠바에서 소련군과 핵 위기에 직면하기도 하였다. 그런 가운데 미국 경제는 계속 발전했다.
마틴 루서 킹 2세의 비폭력 저항주의와 맬컴 엑스와 스토클리 카마이클이 주도한 과격주의로 아프리카계 미국인들은 흑인 인권운동을 전개했다. 1963년에 케네디가 암살당한 뒤, 린든 B. 존슨 대통령이 1964년 민권법, 1965년 투표권법을 통과시켜 흑인의 민권이 성장했다. 하지만 존 F. 케네디 대통령과 여러 인권운동 지도자들이 암살 당하는 등, 사회가 혼란스러웠다. 후임 대통령인 리처드 닉슨은 동남아시아로 대리전을 확대했다가 베트남 전쟁에서 패배했다. 그런 가운데 반문화 운동이 반전 운동과 흑인 민족주의, 성 혁명의 영향을 받아 널리 성장했다. 1960년대는 각종 암살사건, 흑인 민족주의, 여성해방운동, 히피 문화, 동성애 문화가 등장한 변혁과 격동의 시기였다.
워터게이트 사건의 불명예로 1974년에 닉슨은 탄핵되는 것을 피하고자 최초의 사임 대통령이 되었으며 제럴드 포드 부통령이 대통령직을 승계하였다. 1970년대 말 지미 카터 행정부 시대에는 스태그플레이션과 이란 인질 사건이 중요한 사건이었다. 1980년에 로널드 레이건이 대통령에 당선되면서 미국 정치가 우익화되고 대중들도 1960년대의 히피문화에서 보수주의로 변화하였다. 레이건 2기 정부 때는 이란-콘트라 사건이 일어나고, 소련과 괄목할만한 관계 증진을 이루기도 하였다. 이후 소련이 붕괴하면서 냉전이 종식되었다.

### 오늘날

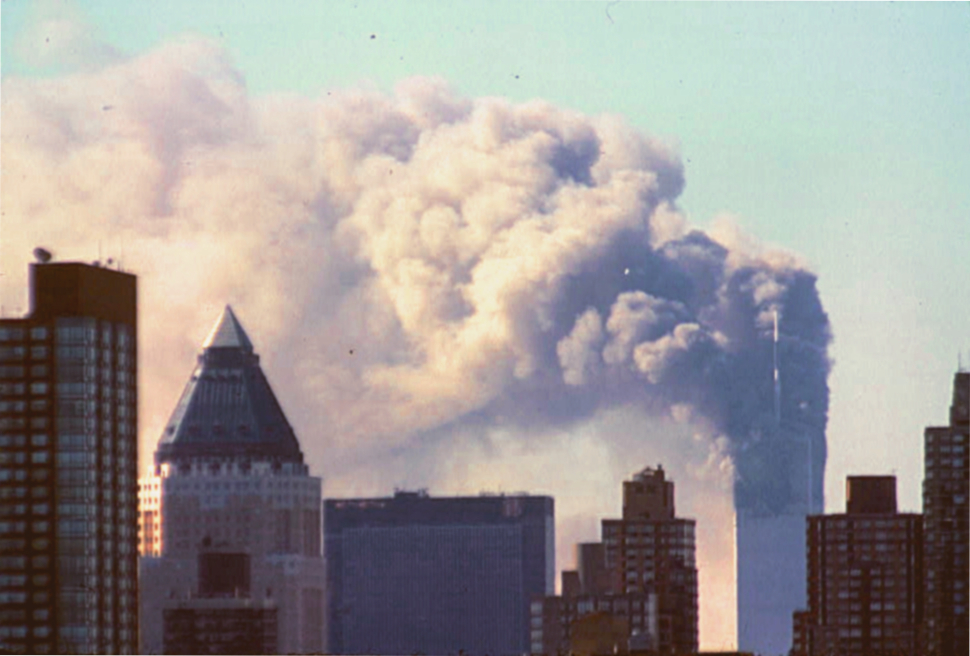
2001년 9월 11일 아침에 일어난 세계 무역 센터 테러.

조지 H. W. 부시 대통령 시기에 미국은 유엔을 주도하여, 걸프 전쟁의 승인을 받아냈다. 빌 클린턴 대통령 시대에 현대 미국 역사상 최장 기간의 경제 성장(1991년 3월 ~ 2001년 3월)이 이루어졌으나, 닷컴 거품 현상이 생겼다. 르윈스키 스캔들로 인해 1998년에 빌 클린턴이 탄핵받았으나, 끝내 임기를 지켰다. 2000년 대선에서 조지 H. W. 부시의 아들 조지 W. 부시가 연방대법원의 결정에 따라 근소한 표차로 당선되었다.
2001년 9월 11일, 알 카이다 테러범들이 뉴욕 시의 세계 무역 센터와 미국 국방부 펜타곤에 테러 공격을 감행하여, 3천 여명의 사람들이 목숨을 잃었다. 부시 행정부는 이에 대응하여 "대테러 전쟁"을 개시했다. 2001년 말, 미군은 아프가니스탄을 침공하여 탈레반 정권과 알 카에다 훈련소를 제거했고 2002년, 이라크에 정권 교체 압박을 가했다. 부시는 2003년에 이라크를 선제 공격했으며, 과거 미국의 동맹자였던 독재자 사담 후세인을 제거했다. 2005년 허리케인 카트리나가 발생하여 멕시코 만 연안 지대 상당 지역을 심각하게 파괴했으며, 대도시 뉴올리언스를 황폐화했다. 2008년 11월 4일, 세계적인 경제 침체 속에서 버락 오바마가 최초의 흑인 대통령으로 선출되었다. 이후 경기 침체는 계속되었으나, 대공황 수준은 아니었고, 2011년 이후 우려와 기대 속 회복 단계에 있다. 2021년에는 조 바이든이 대통령에 취임했며 현재는 도널드 트럼프가 대통령이 되었다.

## 지리·기후·자연 환경

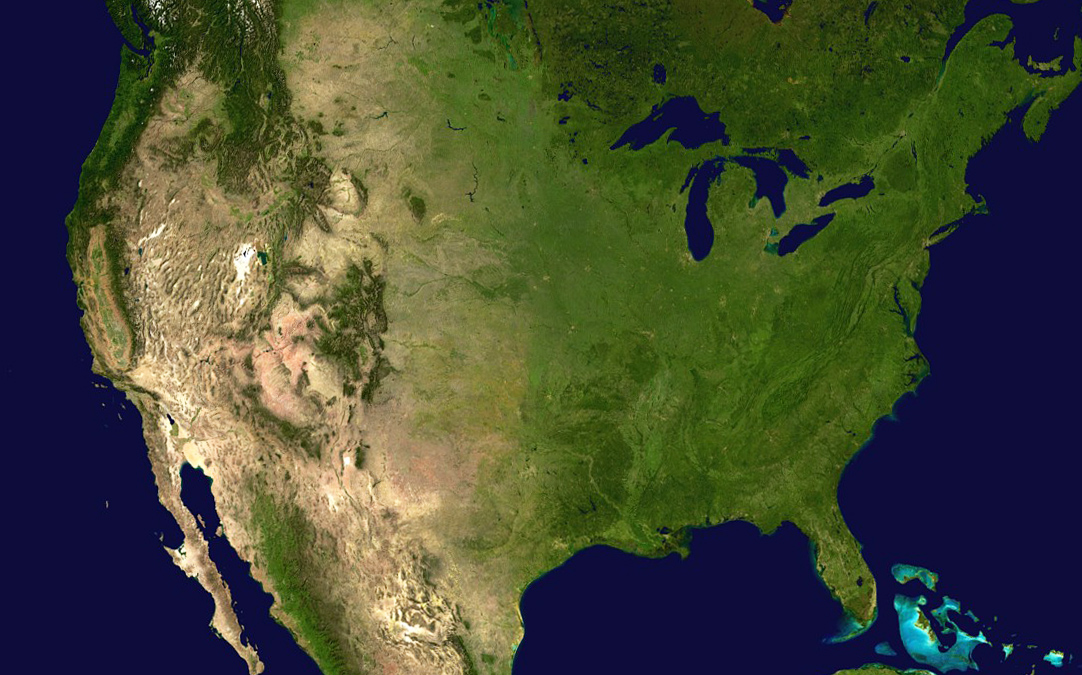
미국 본토의 위성 지형 사진.

미국 본토의 육지 면적은 약 7억7000만 헥타르다. 본토와 떨어진 알래스카는 미국에서 가장 넓은 주로, 면적이 1억5000만 헥타르다. 북아메리카 대륙 남서쪽으로 태평양 한 가운데에 자리한 군도인 하와이주 면적은 160만 헥타르를 겨우 넘는 정도다. 미국은 러시아와 캐나다 다음으로 세계에서 가장 넓은 나라 3위이다. 미국과 중국의 면적 순위는 중국-인도간의 영토 분쟁 지역 및 미국 총 면적의 계산 방식에 따라 달라진다. 미국의 면적을 놓고 CIA 월드 팩트북에서는 9,826,676 km2, 유엔 통계국에서는 9,629,091 km2, 브리태니커 사전에서는 9,522,055 km2으로 쓰고 있다. 육지 면적만 따지자면 미국은 러시아, 중국과 캐나다 다음인 4위이고, 오스트레일리아보다 약간 크다.

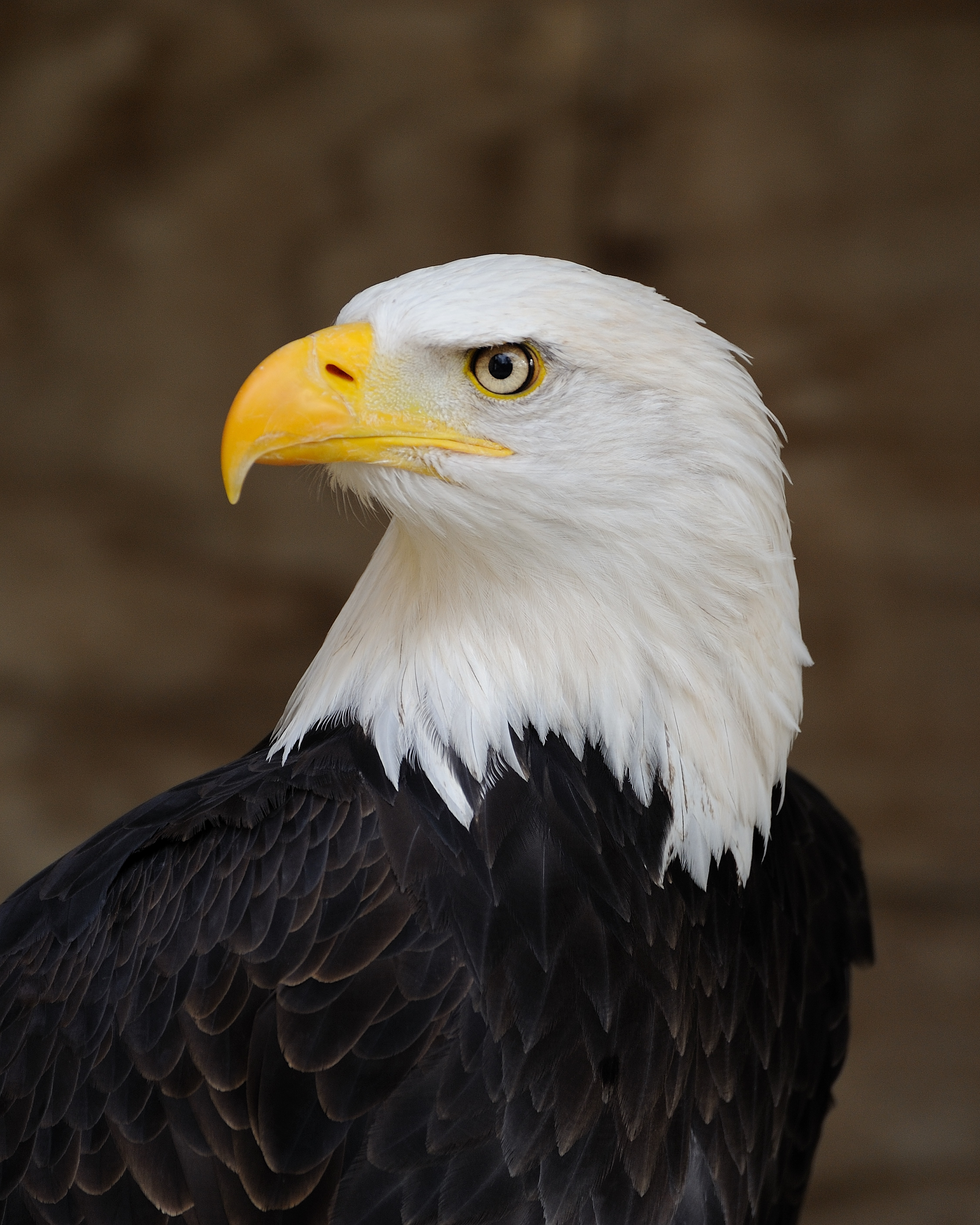
1782년 이래 미국의 국조인 흰머리수리.

대서양의 해안 평원에서 내륙으로 가면 피드먼트의 낙엽수 삼림과 구릉 지대로 이어진다. 애팔래치아산맥은 동부 연안과 오대호, 중서부를 가른다. 세계에서 네 번째로 긴 수계인 미시시피강-미주리강은 국토의 심장부를 남북으로 가로지른다. 평평하고 비옥한 대초원을 이루는 대평원은 남동부의 고원 지역까지 서쪽으로 뻗어있다. 대평원 서쪽 끝에 있는 로키산맥은 국토를 남북으로 가로지르며, 콜로라도에서는 고도가 4,300m까지 높아지기도 한다. 더 서쪽으로 가면 로키산맥의 대분지(그레이트베이슨)와 모하비 사막 등 사막이 있다. 시에라네바다산맥과 캐스케이드산맥은 태평양 연안과 가까이 뻗어있다. 알래스카에 있는 고도 6,194m의 매킨리산은 미국과 북아메리카 전체에서 가장 높은 산이다. 알래스카의 알렉산더 제도나 알류샨 제도, 하와이의 화산 등 활화산도 흔하다. 로키산맥 옐로스톤 국립 공원 밑에 있는 초화산은 북아메리카 대륙에서 가장 큰 화산체다.
광대한 영토에 다양한 지리 환경을 지닌 미국에서는 거의 모든 기후 형태를 찾아 볼 수 있다. 서경 100도선 동쪽으로는 기후대가 북쪽의 습윤 대륙성 기후에서 남쪽의 온대 습윤 기후에 이른다. 플로리다 남쪽 끝 지역은 하와이처럼 열대 기후이다. 서경 100도선 서쪽의 대평원 지역은 반건조 기후다. 서부 산맥 상당 지역은 고산 기후를 나타낸다. 남서부의 사막과 대분지의 기후는 건조하며, 캘리포니아 해안은 지중해성 기후가 나타나고, 오리건과 워싱턴주 및 알래스카 남부는 서안 해양성 기후를 보인다. 알래스카 대부분은 아극 기후나 극기후다. 극단적인 기후 현상도 종종 일어나는데, 멕시코만과 접한 주에는 허리케인이 곧잘 발생하며, 세계 토네이도의 대부분도 미국 내, 특히 중서부 토네이도 길목(Tornado Alley)에서 주로 일어난다.
미국의 생태는 최다 생물다양성 국가(megadiverse countries)로 여겨진다. 미국 본토와 알래스카에는 관다발식물 17,000여 종이 있으며, 하와이에서는 속씨식물 1,800 종 이상이 발견되는데, 이들 가운데 본토에서도 서식하는 종은 적은 수에 불과하다. 미국은 포유류 400종, 조류 750종, 파충류 및 양서류 500종 이상이 서식하는 땅이다. 곤충은 91,000종 이상이 서식한다고 한다. 1973년의 멸종 위기종 법안은 위기종과 취약종 및 이들의 서식지를 보호하는데, 미국 어류 및 야생동물 관리국에서 이들 서식지를 감시한다. 미국에는 58개의 국립 공원이 있으며, 그 밖에도 연방 차원에서 관리하는 공원, 숲, 야생 지역이 수백곳 있다. 미국 정부는 국토 육지 중 총 28.8%를 소유하고 있다. 이 가운데 대부분의 지역은 보호 구역이며, 일부 지역은 원유 및 가스 시추, 광산 채굴, 벌목, 목축을 위해 임차한 곳도 있으며, 군사 목적으로는 2.4%가 이용되고 있다.

### 환경문제
1970년대 이후로 환경 문제가 국가 의제에 계속해서 제기되어왔다. 원료와 원자력 에너지에 관한 논쟁, 공기와 수질 오염, 야생동물(주로 늑대나 매, 고라니, 독수리, 사슴 외)과 산림 벌채, 지구 온난화에 대한 국제적 대응 등 환경갈등이 계속되었다. 환경문제는 거의 대부분 연방정부와 국가기관이 참여하고 있다. 이렇게 환경문제가 제기되면서 가장 눈에 잘 띄는 점은 1970년대 대통령명으로 만들어진 미국 환경보호국 (ERA)이다. 1964년 정부가 소유하고있는 토지 중 황무지를 사용하는 일환으로 원시지역 보호법을 만들었다. 1973년 절멸 위기종 보호법은 멸종 위기에 처한 동식물들을 보호하기 위해 만들어졌고, 미국 어류 및 야생동물관리국에서 관리한다.

## 미국의 주
주(州, state)는 미국의 최고 단계 행정구역으로, 총 50개가 있다.

## 인구 통계

### 인종과 언어

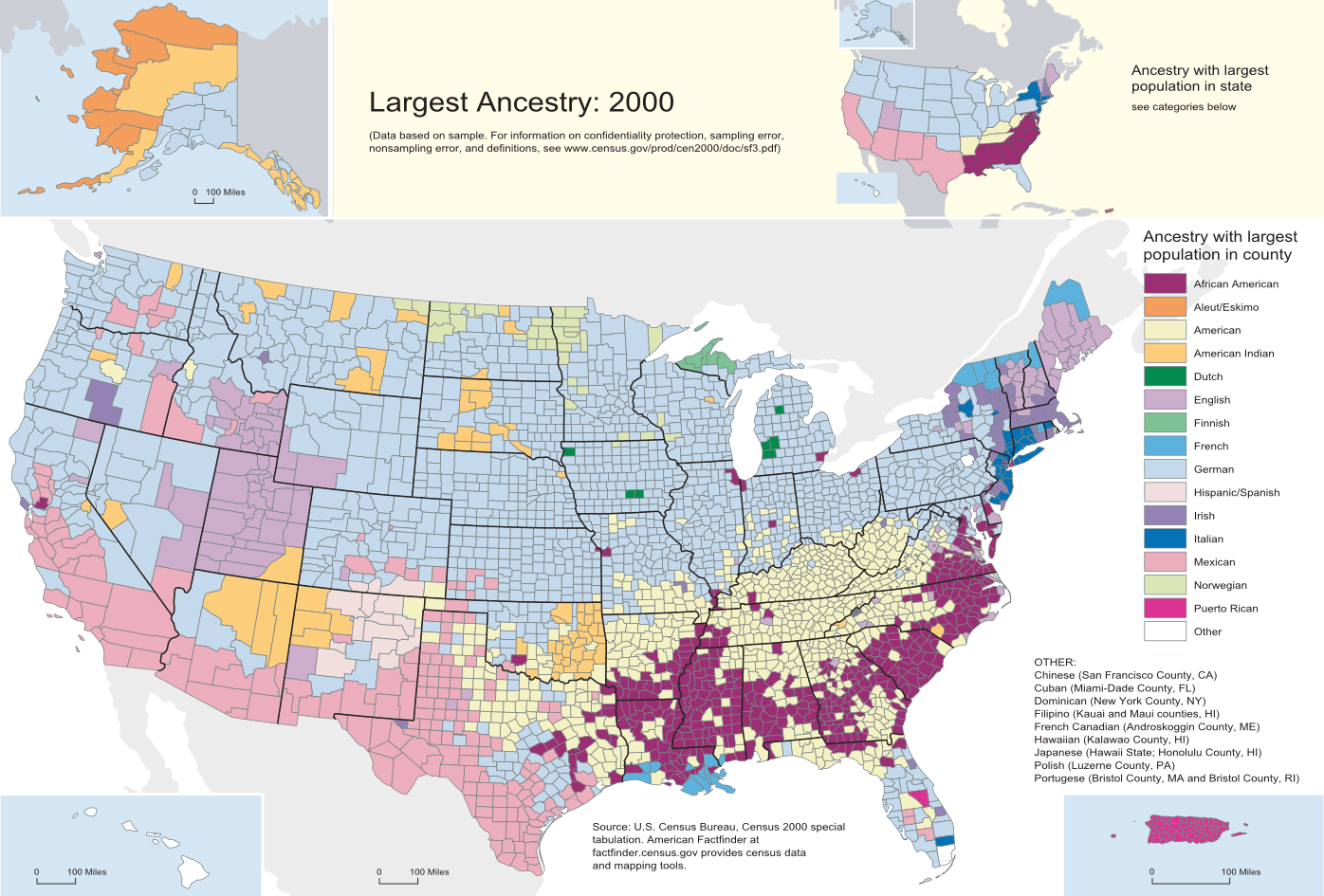
출신 국가별 인종 분포, 2000년 기준.

미국의 인구는 2019년 기준 329,676,200명으로서, 중국과 인도에 이어 세 번째로 인구가 많은 국가이다. 미국은 지구상의 모든 인종과 민족이 뒤섞여있는 세계 최대의 다민족 국가이다. 2000년 조사된 인구 분포도를 보면 백인이 전체인구의 75.1~81.1%, 흑인이 약 12.3~12.6%, 아시아계 3.7~3.9%, 미국원주민이 0.8%다. 백색인종이 압도적으로 많으며 그 중에서도 영국계, 독일계, 아일랜드계 등이 가장 많다.
미국의 발전은 그 역사를 통해서 유럽·아프리카·아시아로부터의 이민에 의해서 유지되어 왔는데, 오늘날 이들 민족은 융합하여 새로운 아메리카 민족을 구성해 가고 있다. 그러나 같은 영어를 사용하고, 같은 미국적인 생활을 영위한다는 점을 제외하면, 외견상 분명히 몇 인종으로 나눌 수 있다. 유럽 백인이 절대다수를 차지하며, 그 중에서도 출신 국가별로는 영국계, 독일계, 아일랜드계 등이 가장 많다. 최초로 이주해 온 것은 영국인과 네덜란드인이며, 독립할 때까지는 이 밖에 독일인 등이 추가되었지만 중심은 영국인이었으므로 현재도 미국에서는 영어가 일상어다. 미국에서 사용하는 영어 (미국 영어)는 표준 영국 영어와 어휘나 문법 등에서 많은 차이를 보인다. 남북전쟁 이후는 종래의 북유럽계의 이민에 비하여 이탈리아인·슬라브인 등의 남유럽계·동유럽계 이주자의 비중이 높아지고, 20세기 초에는 전 이민의 8할을 이들 이민이 차지하였다. 이민을 가장 많이 온 때는 1880년부터 제1차 세계 대전까지이며, 그 전후를 포함하여 1820년부터 1961년까지의 4,200만 명이 입국했다. 또한 19세기 말부터는 중국인·일본인·한국인·필리핀인·멕시코인·쿠바인·푸에르토리코인 등이 증가하고 있어, 이들을 총칭하여 신이민이라고도 한다. 마찬가지로 19세기 이래 이주하게 된 유대인은 특이한 존재로서, 현재 전 세계 1,500만의 유대인 중 약 550만이 미국에 거주하고 있는데, 그들 중에는 자산가나 훌륭한 학자가 많고, 각지에 집단적인 생활을 하며, 미국 사회에서는 무시하지 못할 세력을 가지고 있다.
비(非) 백인 가운데 가장 큰 인구를 가진 소수민족은 히스패닉으로, 라틴 아메리카로부터의 이민 유입 및 높은 출산율 등으로 오랫동안 가장 많은 소수 집단이었던 아프리카계 미국인을 넘어섰다. 또한 서부 지역에 살고 있는 상당수 히스패닉계 주민은 원래 멕시코 영토였던 그들의 거주지가 미국에 병합됨으로써 자동적으로 미국인이 되기도 했다.
흑인은 전체 인구의 약 12%를 차지하며 남부, 북부와 중서부에 집중되어있다. 아시아계 이민은 점점 증가하는 추세이나 캘리포니아주를 제외한 거의 대부분의 주에서 아직 주류는 아니다. 한국계 주민들은 약 2백만명, 중국인은 약 3백만명, 일본인은 약 80만명 정도로 거의 대부분이 캘리포니아주를 중심으로 한 서부 지역에 많다.
미국 남부에는 흑인이 많이 밀집해있으며, 이 지역의 백인은 주로 영국계, 독일계, 아일랜드계다. 동북부 지역의 인종 구성은 매우 다양하다. 중북부 지역은 독일계, 아일랜드계, 동유럽계, 북유럽계 백인이, 남서부는 히스패닉이, 서부는 히스패닉과 아시아계가 주류를 이루고 있다.
미국에는 전 세계 거의 모든 국가 출신이 모여 살고 있다고 해도 과언이 아니다. 미국의 공용어는 사실상 영어 (미국 영어)이나, 히스패닉계 인구가 많은 서부 지역에서는 스페인어를, 특정 민족의 인구가 많은 구역은 그 민족의 언어를 공공 표지판 등에 병기하기도 한다.
미국 내 아메리카 원주민들은 오늘날 아메리카 대륙에 해당하는 영토 내에 거주하고 있는 원주민, 그리고 이들의 현대 후손이다. 이 표현은 광범위한 부족, 국가, 민족을 포괄하며 이 중 많은 무리들은 오늘날에 정치적 공동체로 살아남았다.

## 도시와 지역

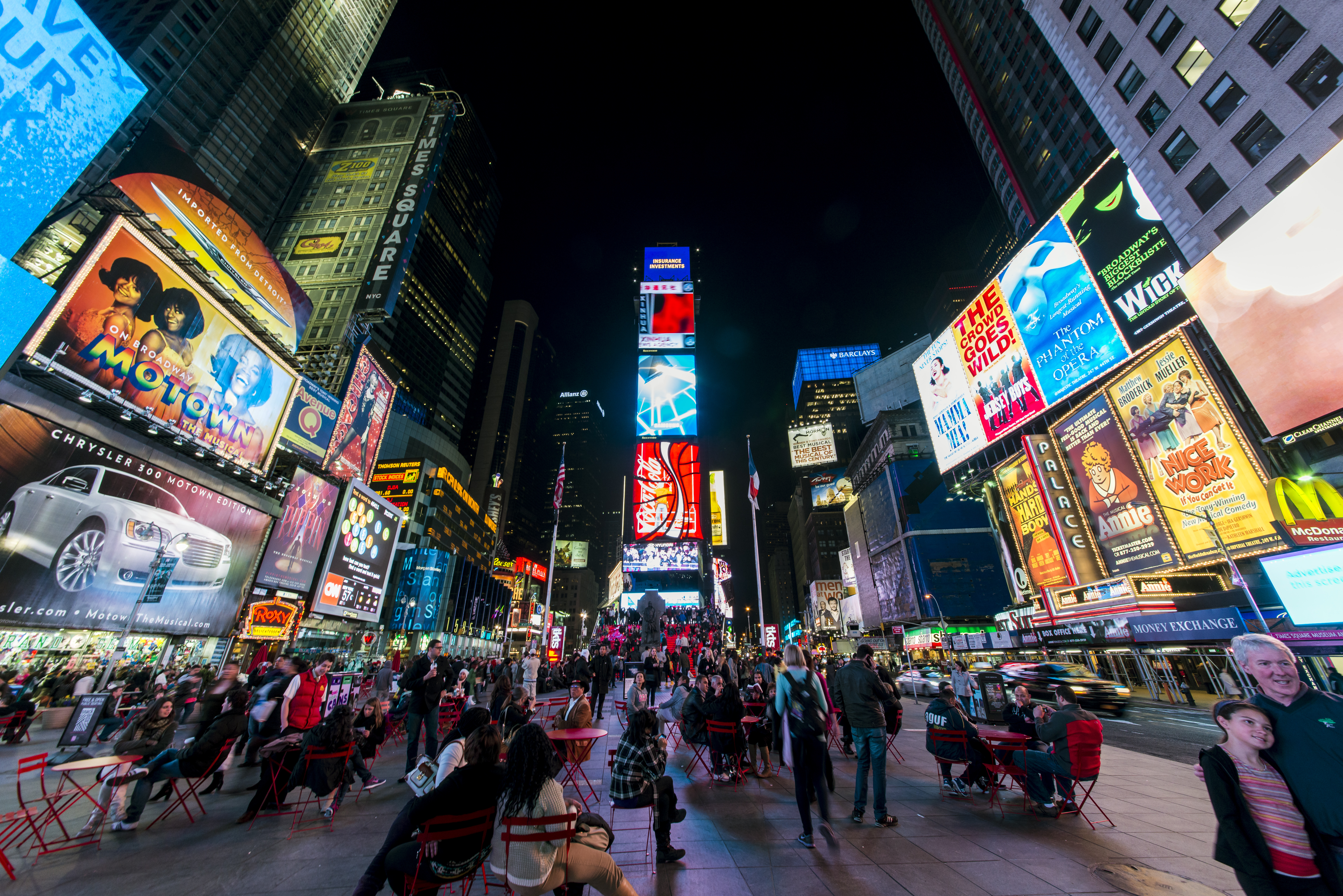
타임 스퀘어 (2013), 뉴욕, 언론과 미국 소비자뿐만 아니라 브로드 웨이 극장 등 지구를 나타낸다.

미국은 일찍이 도시화된 국가로, 도시별 특성과 문화적 차이가 존재한다. 각 지역은 자원, 자본, 노동력 모두 충족되어야 발전이 이루어졌고, 이는 처음으로 북동부가 달성했다. 이후 기후와 자연경관이 발전에 굉장히 중요하게 작용해서, 이를 가진 서부가 각종 산업의 꽃을 피웠으며, 최근 남부 및 미국 남서부가 미국 경제를 뒷받침하고있다. 북동부와 버지니아 지역은 초기 미국 역사가 시작된 곳으로, 현재까지도 각종 산업의 중심지이고, 서부는 세계대전과 골드러시 이후 광공업과 군사업을 바탕으로 급격히 발전하다가 영화산업과 첨단산업 그리고 농업이 뒤이어 발전해, 현재 북동부 지역의 경제력과 필적한다. 남부는 남북전쟁 이전에는 소수 영국계 백인 귀족이 플랜테이션을 바탕으로 목화산업과 담배산업으로 성장했으나, 남북전쟁 이후 쇠퇴하고, 최근 들어 제조업과 각종 서비스업이 발전하고 있다.
20세기까지 세계의 경제, 문화를 주도했던 미국 북동부 지역의 뉴욕과 보스턴은 미국 내에서도 가장 밀집되고 고층건물이 많은 메갈로폴리스를 구성하며, 근교에는 많은 산업도시와 주거지역이 형성되어있다. 뉴욕은 세계 금융, 문화, 예술의 중심지로 일찍이 발전했으며, 보스턴 또한 우수한 교육을 바탕으로 금융업이 매우 발달했다. 내륙으로는 미국 최초의 계획도시이자 건국 초기 중심지이었던 필라델피아와 철강도시 피츠버그가 위치해있다. 이들 내륙 지역은 러스트 벨트에 속해, 근래 미국 제조업의 쇠락으로 불경기의 진원지에 서있다.

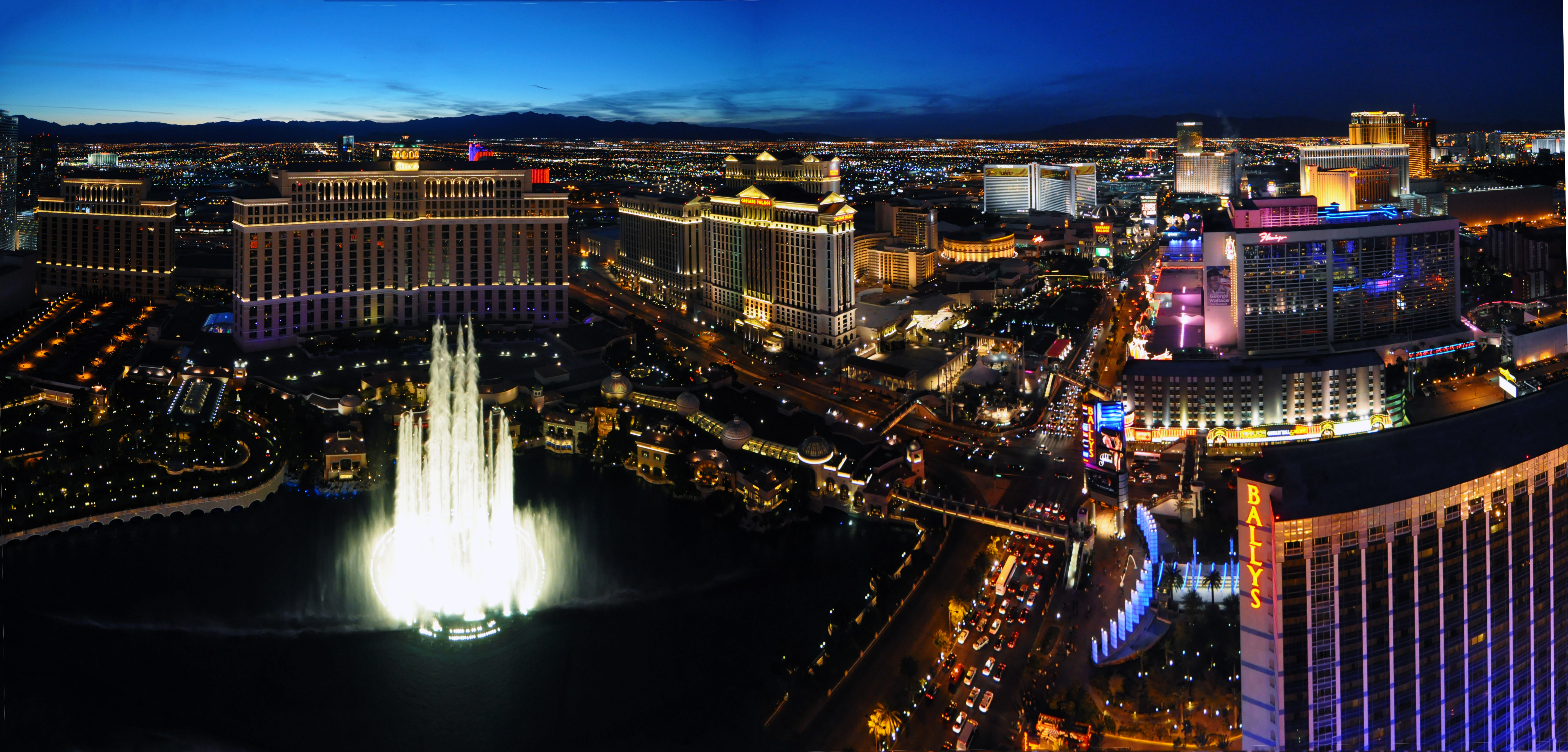
미국의 오락, 관광산업의 중심지인 라스베이거스.

뛰어난 지리적 조건과 기후, 풍부한 노동력을 바탕으로 20세기부터 급격히 발전한 캘리포니아주는 최남단에 샌디에이고가, 북쪽으로 해안선을 따라 로스앤젤레스, 샌프란시스코가 위치해있으며 내륙으로 리버사이드와 새크라멘토와 같은 대도시가 있다. 이들 도시는 연중 온화하고 건조한 기후를 바탕으로 많은 이민자를 받아들였으며, 현재 히스패닉과 아시아계 이민자가 백인과 함께 주류를 이루고있다. 로스앤젤레스는 영화와 연예, 오락산업이 특히 발달해 세계 대중문화를 주도하고 있고 뉴욕에 이어 인구가 가장 많다. 샌디에이고는 군수산업과 해양과학이 특화된 과학도시며, 샌프란시스코는 새너제이(San Jose)와 이어져 실리콘밸리를 이뤄 첨단산업을 이끌고 있는 도시다. 내륙 지역과 분지/계곡 지역은 농업이 발달했는데, 집산지인 베이커즈필드를 중심으로 광대한 과수원과 쌀 농장이 위치해 지역의 경제를 주도하고 있다.
미국 서부 지역은 캘리포니아주 외에도 워싱턴주의 시애틀, 네바다주의 라스베이거스, 오리건주의 포틀랜드, 콜로라도주의 덴버, 애리조나주의 피닉스 등이 위치한다. 시애틀은 항공산업과 선박업이, 라스베이거스는 오락과 관광업이, 포틀랜드는 임업이, 덴버는 로키산맥 지방의 교통과 상업 중심지이자 요양지다.
이들 지역은 선 벨트에 속하며, 인종이 매우 다양하고 그 분포가 고르다. 스페인어를 많이 사용하는 히스패닉의 영향력이 매우 크다. 또한 한국인을 포함한 아시아계 이민자가 가장 많이 진출한 지역이기도 하다.

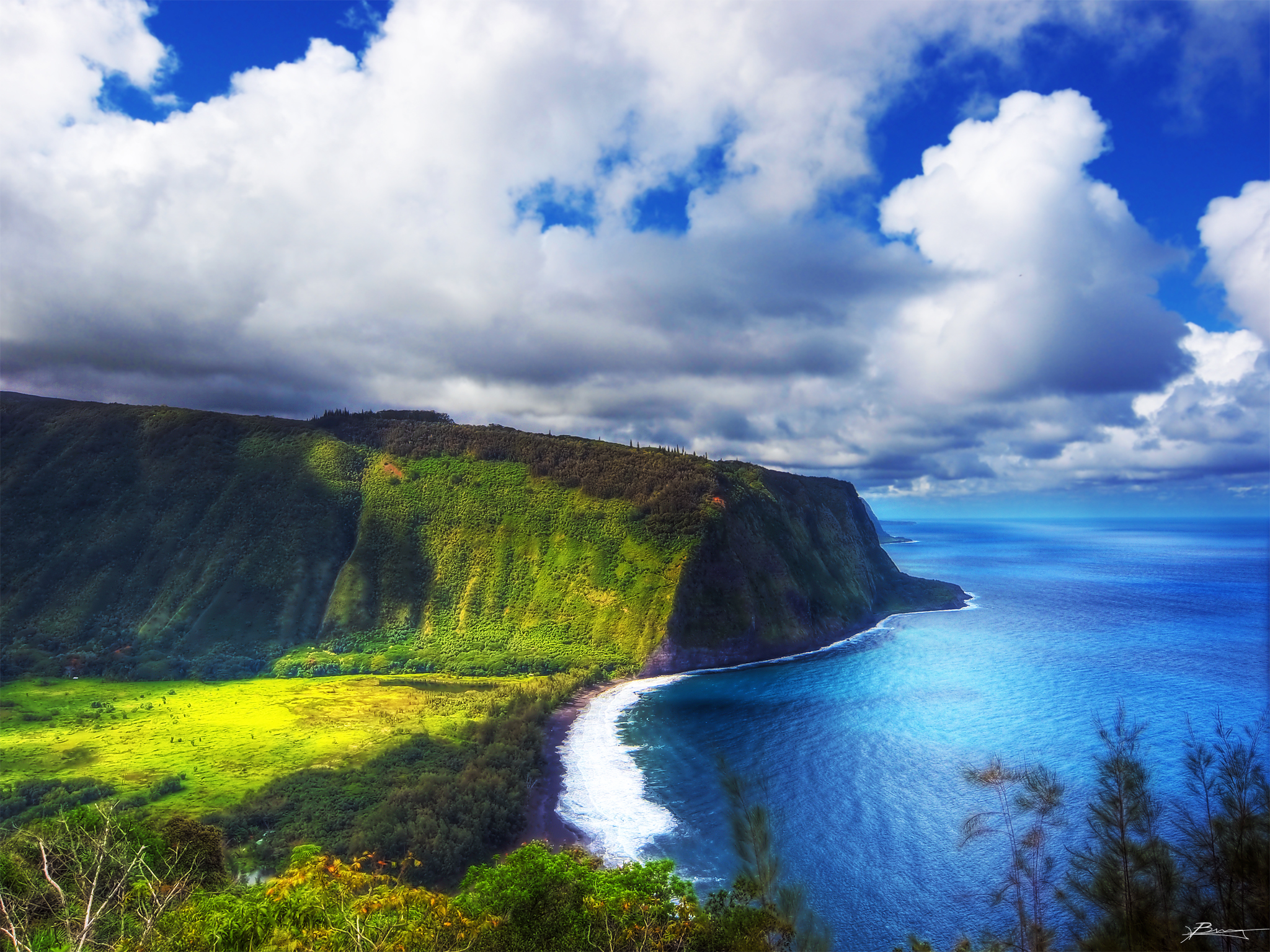
하와이주의 자연경관

미국 중서부 지역은 오대호를 중심으로 시카고, 디트로이트, 클리블랜드, 밀워키, 버펄로 등의 대도시가 위치해있으며, 시카고는 상업과 금융업을 바탕으로 미국 제 2의 도시로 발전하였다. 자동차 산업의 중심지인 디트로이트는 현재 미국 내에서 가장 쇠퇴하는 도시 중 하나이기도 하다. 이들 지역의 기후는 대체로 추워 스노벨트에 속하며, 20세기 후반에 들어 침체된 경제를 일컬어 러스트 벨트라고 불린다. 오대호와 미시시피강을 중심으로한 교통이 매우 발달했고, 중공업과 과학이 매우 발달했다. 서쪽으로는 그레인 벨트라고 불리는 세계 최대의 곡물 지대가 있다.
미국 남동부 지역은 애틀랜타, 뉴올리언스, 내슈빌, 샬럿, 버밍햄 등의 대도시가 있으나 도시화와 산업화가 늦은 지역이다. 최근 따뜻한 기후와 낮은 물가를 바탕으로 서남부 지역과 함께 선 벨트를 이루고 있어, 인구가 증가하는 지역이다. 애틀랜타는 상공업이, 재즈의 고향인 뉴올리언스는 미국의 대표적 항구도시이며 석유산업이 발달했고, 내슈빌은 음악(종교/컨트리)과 출판업이, 샬럿은 금융업이, 버밍햄은 제철업이 발달했다. 이들 지역은 흑인의 인구비가 높아 블랙 벨트로 불리며, 과거 흥했던 농업이 쇠퇴해 20세기 중반까지 산업이 발달하지 못했던 지역이나, 최근 서비스업과 제조업이 급격히 발전 중이다.
미국 중남부 지역에는 휴스턴, 댈러스, 포트워스, 샌안토니오, 오클라호마시티 등의 대도시가 있는데, 풍부한 자원과 멕시코와의 접근성으로, 최근 급격히 발전하는 지역이다. 휴스턴은 우주산업이, 댈러스는 석유산업과 서비스업이, 샌안토니오는 교육과 군사시설이 많다.
플로리다주는 남부에 속하고 아메리카 연합국에 가맹한 적도 있으나, 문화와 역사는 독립적인데, 히스패닉이 주류이고, 온화하고 강렬한 햇빛을 가져, 오렌지 등의 과수재배가 활발하고, 휴양지가 많다. 마이애미는 중남미와 미국을 잇는 거점도시로, 항구도시이자 관광도시다. 탬파 등의 산업 도시뿐만 아니라 해안가 전부가 관광도시로 이뤄져 있다.
하와이주는 섬 지역으로, 독특한 풍토와 아름다운 자연경관을 바탕으로 관광업을 주된 산업으로 하고 있다. 군사적 요점이기도 한 하와이는 아시아계 미국인이 가장 많은 지역이기도 하다.
알래스카주는 미국에서 가장 넓은데, 광활한 토지에 다이아몬드와 석유를 포함한 각종 광물자원을 가지고 있다. 매우 추운 날씨로 인구는 적으나, 광공업과 관광업을 바탕으로 소득이 높다.
버지니아주, 메릴랜드주와 워싱턴 D.C.는 D.C를 중심으로 한 정치와 첨단과학의 중심지역이다. 이들 지역은 비교적 소득이 높고, 군사와 행정기능이 발달했고 역사도 오래되었다. 여기에는 워싱턴 D.C.를 포함한 볼티모어 등의 도시가 위치해있다.
미국은 한국과 같은 광역시의 개념이 없기 때문에, 대도시와 주변 소도시들을 광역권으로 포함시켜 인구를 측정한다. 다음은 인구순으로 나열한 도시 목록이다.

### 국민성
다양하고 복잡한 국민성을 다음의 항목에 열거하였다.
- 선택의 자유와 책임감: 사상적 자유와 소비 선택, 진로 선택 등의 자유는 완벽히 보장되며 그에 따른 책임감은 항상 따른다.
- 독립과 자립: 미국 부모의 자녀 교육의 최고 목표는 독립심을 길러주는 것으로, 어린이는 어릴 때부터 이를 기른다.
- 가치의 존중과 인간애 정신
- 자유민주주의와 타 문화에 대한 개방성
- 준법정신과 국가협력적 태도 및 애국심: 교통질서뿐만 아니라, 범법적 준법정신이 투철하고, 범죄자에 대한 자비는 없다. 감옥체계가 발달되었다.
- 가족 중심의 사회 그리고 높은 이혼율과 가족관계의 경제적 선택: 가족이 모든 개인의 중심에 있고 서로 의지하나, 경제적인 관점에서는 독립되어있고, 이에 따라 이혼이 쉽게 인정된다.
- 기독교 문화 속 휴일과 감사하는 태도: 추수감사절과 성탄절은 국가 최대 휴일이고 광범위한 일에 걸쳐 기독교 정신이 자리 잡고있다.
- 남녀평등과 개방적인 성문화: 남녀의 성적 역할은 최대한 효율적으로 이용하나, 성적 차이는 차별받지 않으며, 성문화가 개방적이다.
- 물질적 번영과 미국제일주의: 높은 국민 소득과 생활 수준이 미국 것이 제일이라는 안이한 태도를 만들기도 한다.
- 소비 생활과 사치성 문화, 대중 문화

### 미국의 이민 정책
미국은 이민의 국가이기 때문에 이민 정책은 국가의 기초를 설계하는 가장 중요한 정책 가운데 하나다. 초기에 미국은 경제발전을 위한 값싼 노동력을 얻기 위해 유색인 이민을 받아들였으나, 이미 일터에 뿌리를 내린 백인 노동자들의 기득권을 지키기 위해 시대에 따라 유색인 이민문호를 조절했다.
미국은 1850년 무렵부터 아시아계 이민을 받아들이기 시작하다가 이들의 영향력이 커질 조짐이 있자, 1882년 중국인 이민부터 금지시키더니 1924년 아시아계 이민을 완전히 금지시켰다. 당시 미국 식민지였던 필리핀은 여기에서 예외였다. 캘리포니아주는 이보다 앞선 1913년 외국인 토지소유 금지법을 제정해 외국인의 토지소유를 막았는데, 표적은 아시아계였다. 토지를 소유하면 자본을 축적할 수 있기 때문이었다. 이 법은 미국시민(미국 시민권을 소유한 자)이 될 자격이 없는 사람은 토지를 소유할 수 없도록 규정했는데 아시아계 이민 1세는 미국시민이 될 수 없었다.
그러다 2차 대전에서 중국과 연합국으로 싸우게 되자 중국에 이민문호를 개방한 것이 1943년, 인도가 1946년, 한국과 일본에 대해서는 1952년에 와서야 이민문호를 다시 열었다. 문호를 개방했다고 하지만 실제로 이민이 허용되는 숫자는 생색내기 수준이었다. 그렇지만 1952년 개정법으로 아시아 이민 1세도 미국시민이 될 수 있었다. 시민이 될 수 있다는 말은 투표권이 있다는 말로 크건 작건 정치적 목소리를 낼 수 있게 됐다는 것을 의미한다. 한국전쟁까지만 해도 미국은 이민의 국가이면서도 인종차별을 법적으로 인정하고 있었다.
구체적으로 인종 문제가 사회적으로 개선되기 시작한 것은 1965년 이후 마틴 루터 킹(Martin Luther King) 목사의 활약에 힘입은 바가 크다.

### 인종 문제
앵글로-색슨족(Saxons)을 중심으로 하는 유럽 북방계의 이주자들은 이주 시기가 빨랐다는 점도 있어 일찍이 융합하였으며, 현재 미국 사회의 주류를 형성하고 있다. 이에 대하여 19세기 후반 이후 이주한 신이민들은 일반적으로 신참자(新參者)로서 생활의 기반이 약한 데다가 유대인·아시아인 등은 인종·문화가 구(舊) 이민과 이질적이어서 동화하기 어려우며, 배척을 당하는 일도 많았다. 따라서 그들은 집단적으로 거주하는 경향이 있고, 사회생활에서도 차별대우를 받는 일이 있다. 그러나 현재 인종문제로서 최대의 문제는 인구의 1할을 차지하는 흑인의 문제다. 식민지 시대에 아프리카로부터 노예로 팔려 온 그들은 해방 후 전국 어느 곳에나 거주하게 되었는데, 아직도 일부에선 교육·취직·거주 등의 분야에 불평등한 점이 남아 있고, 이에 항의하는 흑인의 행동도 차츰 격렬해지고 있어, 오늘날 미국 내에서 최대의 사회 문제로 되어 있다. 또한 푸에르토리코인은 뉴욕을 중심으로 하는 북부에 한정되어 있고 절대수도 많지는 않은데 신이민으로서 흑인과 함께 사회의 최하층을 형성하는 수가 많다. 그리고 빈곤으로 인해 그들의 생활상태는 차츰 사회문제화되어 가고 있다.

### 종교
| 종교구성 (미국)   | 종교구성 (미국)   | 종교구성 (미국) | 종교구성 (미국) | 종교구성 (미국) |
| ----------------- | ----------------- | --------------- | --------------- | --------------- |
|                   |                   |                 |                 |                 |
| 개신교            | 개신교            |                 | 46.5%           | 46.5%           |
| 가톨릭            | 가톨릭            |                 | 20.8%           | 20.8%           |
| 모르몬교          | 모르몬교          |                 | 1.6%            | 1.6%            |
| 그 외 기독교 신도 | 그 외 기독교 신도 |                 | 1.7%            | 1.7%            |
| 유대교            | 유대교            |                 | 1.9%            | 1.9%            |
| 이슬람교          | 이슬람교          |                 | 0.9%            | 0.9%            |
| 힌두교            | 힌두교            |                 | 0.7%            | 0.7%            |
| 불교              | 불교              |                 | 0.7%            | 0.7%            |
| 그 외 종교        | 그 외 종교        |                 | 1.8%            | 1.8%            |
| 무종교            | 무종교            |                 | 22.8%           | 22.8%           |
| 대답없음          | 대답없음          |                 | 0.6%            | 0.6%            |

메이플라워호를 타고 신앙의 자유를 찾아 영국에서 이민 온 개신교 신자들 즉, 청교도들은 초기에는 아메리카 토착민들의 전통종교를 배격했으며, 같은 기독교 종파들인 성공회와 천주교회도 성공회 기도서 사용 금지, 성공회 신자 추방, 천주교회 신자 이민거부로 배척했다.
하지만 건국 후에는 헌법으로 종교의 자유를 인정했고, 다수의 인종·민족으로 구성된 나라라는 미국의 특징상 거의 모든 종류의 종교를 볼 수 있지만, 유럽에서 온 이민이 주체를 이루고 있기 때문에 기독교인이 압도적 다수를 차지한다. 그러나 주 1회 교회에 가는 사람은 점차 적어지고 있다. 개신교 신자가 다수며 그외 가톨릭교회 및 기타 다양한 종교가 있다. 또한 유대교도도 많아서 이스라엘의 인구보다도 더 많은 유대교도가 미국에 거주하고 있다. 신앙심도 미국인들은 매우 높아 신 또는 영혼의 존재를 믿는 비율이 94%에 달할만큼 기독교적인 국가라고 할 수 있다. 종교적인 이유로 천주교회와 유대인을 공격했던 시기도 있었고, 존 F. 케네디외에는 천주교 신자가 대통령으로 선출되지 않았던 것도 이와같은 배경 때문이다. 따라서 미국의 이스라엘 지원과 같이 종교나 민족이 미국의 외교 정책에 큰 영향을 끼치는 일도 적지 않다.
영국 종교개혁으로 성공회가 천주교회에서 분리된 이후, 일부 칼뱅주의자들은 철저한 개혁을 요구했다. 이들은 성경에 언급되지 않은 전통들을 배척한 성경주의자들로서, 성공회를 개혁하고자 했다. 일부 청교도들은 네덜란드와 미국으로 이주했는데, 네덜란드에 이주한 ‘암스테르담 제2 영국교회 분리주의자 형제’들을 후에 침례교 또는 침례교인이라고 불렀다.
미국에 1620년 이주한 이들은 영국 플리머스 항을 떠나 메이플라워호에 탑승했는데, 본래 이들은 버지니아 식민지에 가고 싶어했다. 하지만 태풍을 만나면서 플리머스 정착지에 이주했다. 이 플리머스 정착지는 메사추세스 식민지에 흡수된다. 후에 이들을 일컬어 '필그림 파더스'라고 하게 되었으며, 종교의 자유를 찾아 개척되었다는 미국의 이미지의 대명사가 되었다. 하지만 미국이 청교도들에 의해 개척된 기독교 국가라는 주장에 대해서는 낭만적인 신화라는 설명도 있다. 그 실례로 개혁교회 신학자이자 목사인 마이클 호턴은 《미국제 복음주의를 경계하라》(나침반)에서 독립혁명으로 미국을 건설한 사람들이 기독교인들이 아니라 이신론자들이었음을 지적한다.
미국은 청교도들이 개척한 나라로서 초기 청교도 사회에서는 기독교인만 선거에 참여할 수 있었다. 물론 청교도들은 그리스도에 대한 확고한 신앙을 갖고 있었고, 청교도 목사들은 신자의 자녀에게만 세례를 집례했다. 그런데 이들은 다른 사상이나 종교를 다소 배격하는 경향이 있었으며, 실제로 로저 윌리엄스(Roger Williams) 前 성공회 사제는 제정분리사상 즉, 종교와 정치의 분리사상을 주장하여, 1635년 청교도 사회로부터 추방되었다.
로저는 아메리카 토착민들의 도움을 받아 매사추세츠주 남부에 정착하여 프로비던스(Providence, 현재 로드아일랜드)를 건설했다. 프로비던스는 종교의 자유를 존중했기 때문에, 앤 허친슨처럼 종교적 박해를 받던 사람의 안식처가 되었다. 앤 허친슨은 보스턴 주민이었는데, 창세기의 아브라함 이야기에 근거, 하나님이 자신에게 말씀하셨다고 주장했다. 또한 사도행전 18장 26절과 디도에게 보낸 편지 2장 3~5절에 근거, 여성도 교회에서 가르칠 수 있다고 보았는데, 이 때문에 재판을 받았다. 결국 그녀는 추방명령을 받았고, 프로비던스로 피신했다. 물론 로저는 앤 허친슨의 신앙을 존중하여 그녀를 프로비던스 일원으로 받아들였다. 이러한 로저 윌리엄의 종교적 자유 포용은 미국 민주주의의 모태가 되었다.
17세기 청교도 사회에서 기독교의 영향력이 줄어들자, 절대다수 청교도들은 이것을 사탄의 세력에 의한 것으로 두려워했다. 이것은 1692년 살렘 마녀 사냥으로 폭발하는데, 메사추세스주 살렘에서 일부 시민들이 마녀로 몰려 고문치사 또는 사형당한 사건으로, 50000명 중 1명이 교수형을 당했다. 이 사건은 초기 청교도 사회의 오점 중 하나다.
근대 미국과 유럽교회에서는 자유주의 신학이 영향을 주었다. 자유주의 신학은 기독교 신학의 근대적 해석으로 기독교와 시대의 연관성을 추구했다. 특히 미국교회의 자유주의 신학은 하나님 나라 즉, 하나님의 다스림의 윤리성을 강조한 사회복음주의가 등장하는 등 기독교인의 사회참여를 강조하는 성향을 보였고, 미국 성공회, 감리교, 교회들이 자유주의 신학을 따르고 있었을 정도로 큰 영향력을 갖고 있었다.(장로교는 뉴욕 유니온을 중심으로 한 축을 형성하였을 뿐 여전히 정통 칼뱅주의가 주류였다.) 이에 대한 반동으로 미국 보수 기독교계에서는 기독교 근본주의(The Fundamentalism)를 주장하였다. 근본주의 신학은 소수 보수파 칼뱅주의 감리교회와 소수의 장로교회(예:칼 매킨타이어)와 절대다수의 침례교회에서 영향력을 보였는데, 1915년 출판된 《근본》이라는 소책자에서 그 이름이 유래한다. 예수의 동정녀 탄생, 예수의 신성, 예수의 대속적 죽음, 예수의 재림, 축자영감설에 근거한 성경무오설이 근본주의의 교리적인 특징이며, 예수를 믿지 않는 다른 종교인들은 심판으로 멸망한다는 구원관, 음주나 흡연에 반대하는 종교적인 금욕주의, 신학 교육과 자연과학에 대한 거부도 근본주의의 특징이다. 이들 근본주의자들은 조선에서의 개신교 선교를 했기 때문에, 한국 개신교회는 근본주의의 영향을 많이 받았다.
현재 미국에서 가장 압도적인 종교는 기독교이며, 70.6%가 기독교인이다. 이 중에서 개신교 신자는 46.5%며, 성공회, 침례교, 감리교, 장로교, 오순절교회, 그리스도의 교회, 루터교회, 개혁교회 등의 다양한 교파가 있다. 이중 그리스도의 교회는 미국 교회에서 19세기 소위 환원운동이라는 종교운동으로 발생한 자생적인 교파다. 천주교회는 20.8%로 단일 교단으로는 최대 규모다. 정교회는 3%다. 그 중 미국 그리스 정교회 관구 대교구 소속 신자가 거의 대부분을 차지한다. 최근 들어 다소 감소하는 경향이 있긴 하지만, 미국에서는 대통령 취임식이나 학교 졸업식에 개신교 목사가 기도를 할 정도로 개신교회의 영향력이 강하다.
한편, 미국 천주교회 내 일부 보수주의 법조계 인사들은 보수 정치계와 관계를 맺고 있다. 20세기 초에야 차별이 완화된 미국 천주교 신자들에게 법조계는 유일한 출세의 수단이었기 때문에, 현재 미국 법조계 내 보수주의 대변자들은 천주교 신자들인데, 2005년 감리교 신자인 조지 W. 부시 대통령이 독실한 천주교 신자 존 로버츠를 대법원장으로 지명한 데 이어, 또 다시 보수 천주교 신자 새뮤얼 알리토를 대법관으로 추천하는 등 미국 보수 천주교와 보수적 복음주의간의 연대가 시도되고 있다.
그 외 미국 기독교 교파로는 미국 성공회(Episcopal Church of USA, ECUSA)가 있는데, 청교도들이 미국을 개척한 시기에는 성공회 기도서 사용금지, 성공회 신자 추방 등의 탄압을 받았으나, 종교의 자유가 존중되면서 일부 주에서 뿌리내리기 시작했다. 현재 미국 성공회 관구장 즉, 미국 성공회를 대표하는 지도자는 얼 쇼리 주교(1957년생)다.

## 정치

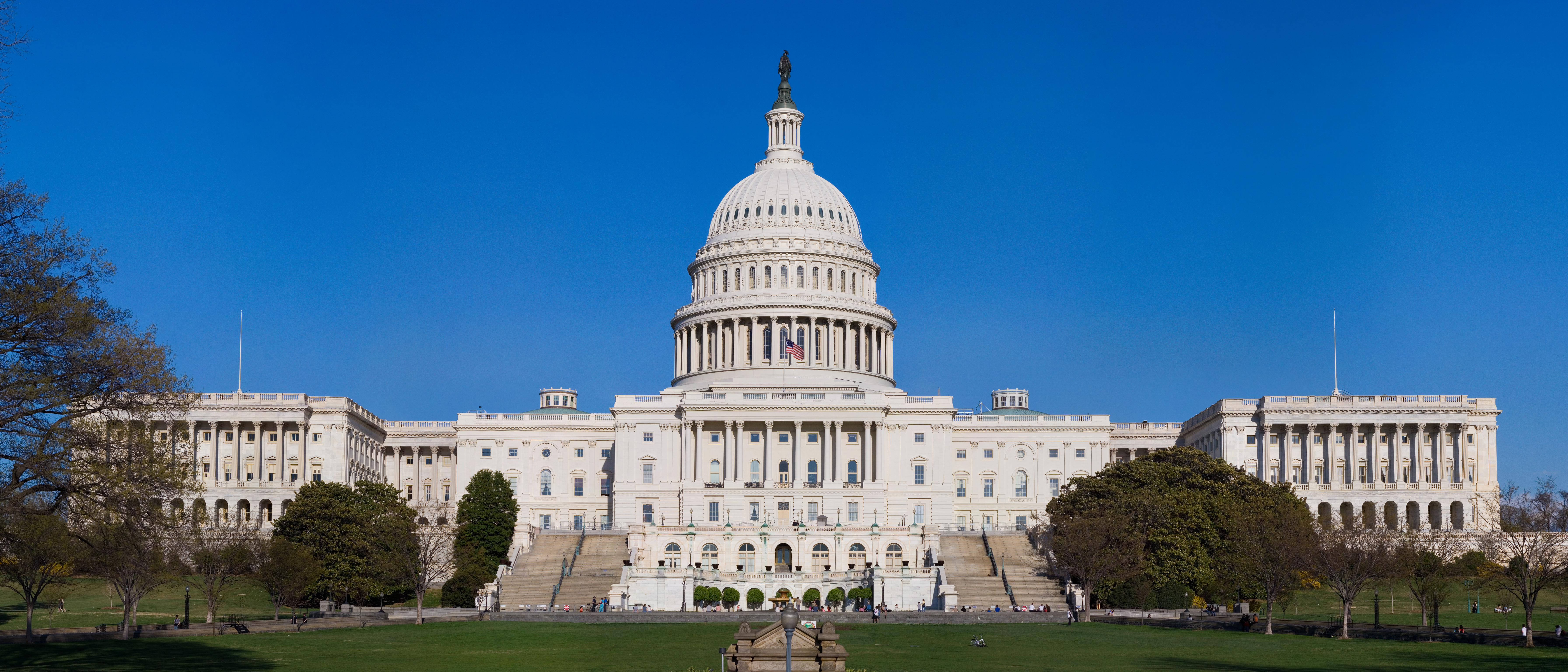
미국 의회 의사당 서쪽 정면. 미국 상하원이 이곳에 있다.

미합중국은 1776년 성립되어, 전 세계에서 현존하는 가장 오래된 연방 국가다. 미국은 "법에 의하여 소수자의 권리를 보호하여, 다수결의 원칙을 조정하는" 대의 민주주의 입헌 공화국이다. 미국 정부는 미국 최상위 법전인 헌법에 규정된 견제와 균형 체제에 따라 통제된다. 미국의 연방 제도에서 시민은 보통 세 단계의 정부 즉 연방, 주, 지역 단위에 속한다. 미국 헌법은 연방 정부의 권한에 관한 것을 구성 주에서 위임받았는데, 그 가운데 국방·외교 정책·대외 무역의 조정 기능, 통화, 최고 법 집행기능, 주간 통상의 조정, 이민 등은 연방정부의 가장 중요한 책임권에 속한다. 주 정부의 주요 기능은 교육, 농업, 자연보호, 고속도로 관리, 차량 감독, 공공안녕, 교도행정, 주내 통상의 조정, 교육·보건·복지 정책의 시행 등이다. 지역 정부의 업무는 보통 각 군과 시 정부에 나눠 맡기고 있다. 거의 모든 경우에 행정부와 입법부 공무원은 구역별로 시민의 다수 투표에 따라 선출된다. 연방 차원의 비례대표제는 없으며, 하위 정부 단위에서도 이 제도는 극히 드물다.

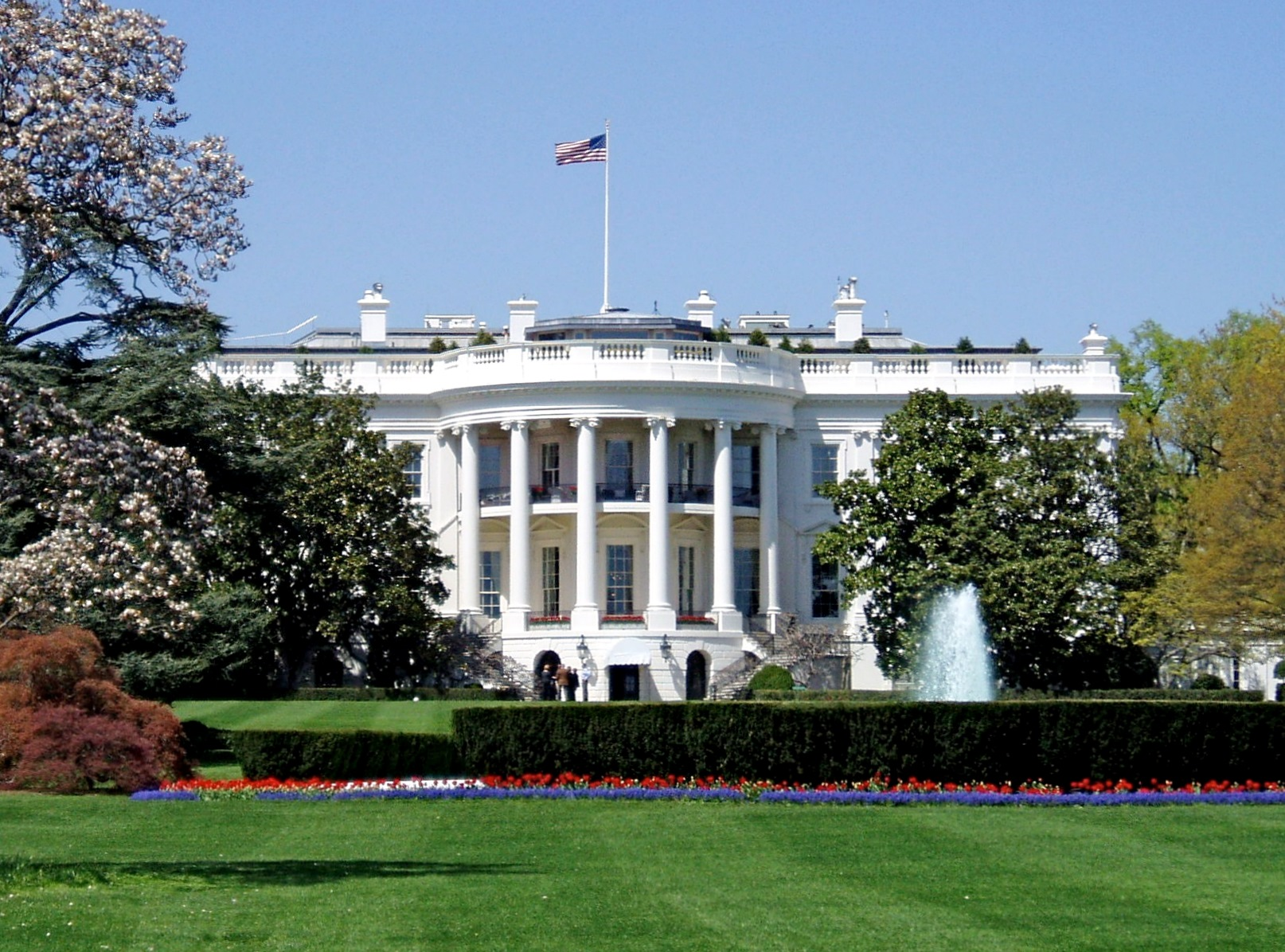
백악관 남쪽 정면. 미국 대통령의 관저이다.

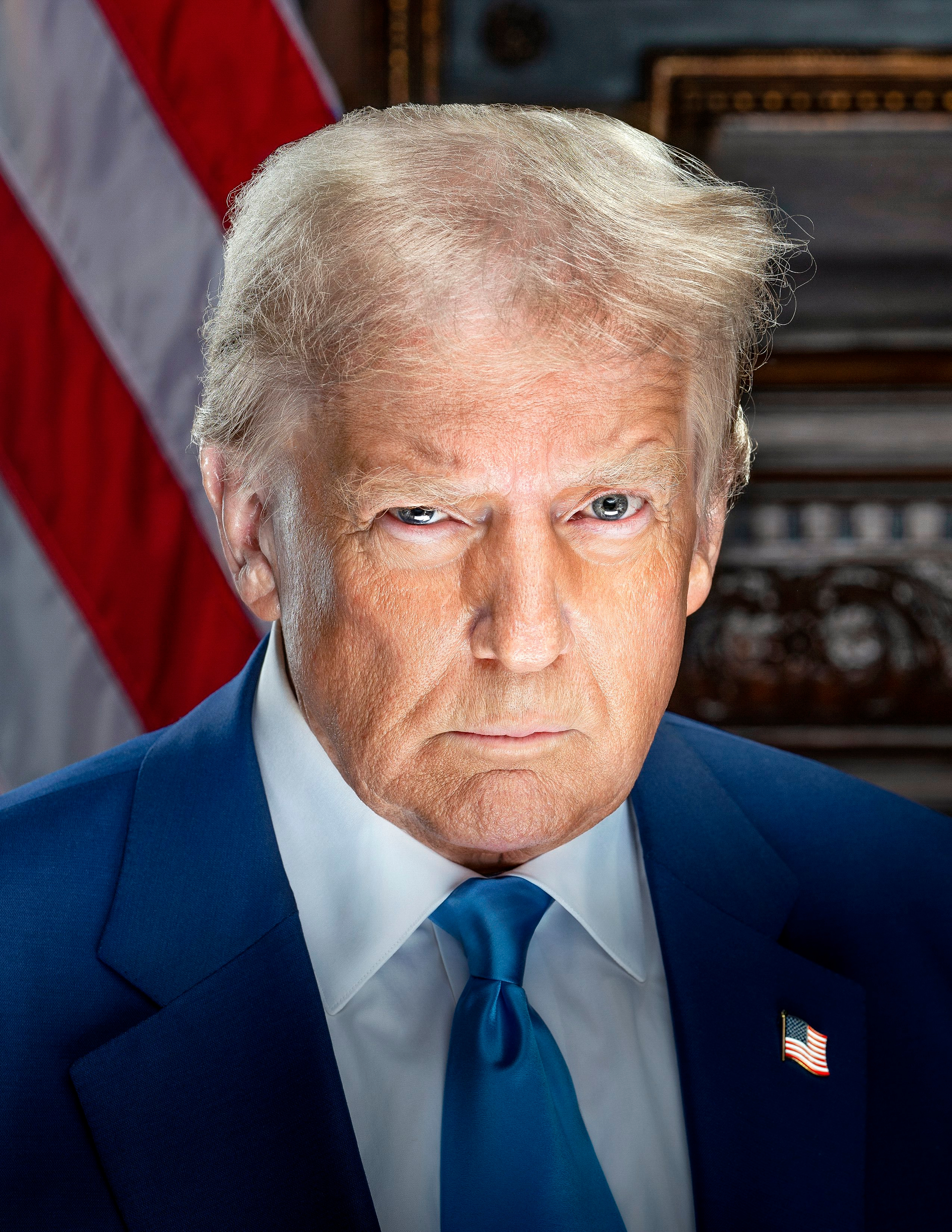
도널드 트럼프 현임 대통령

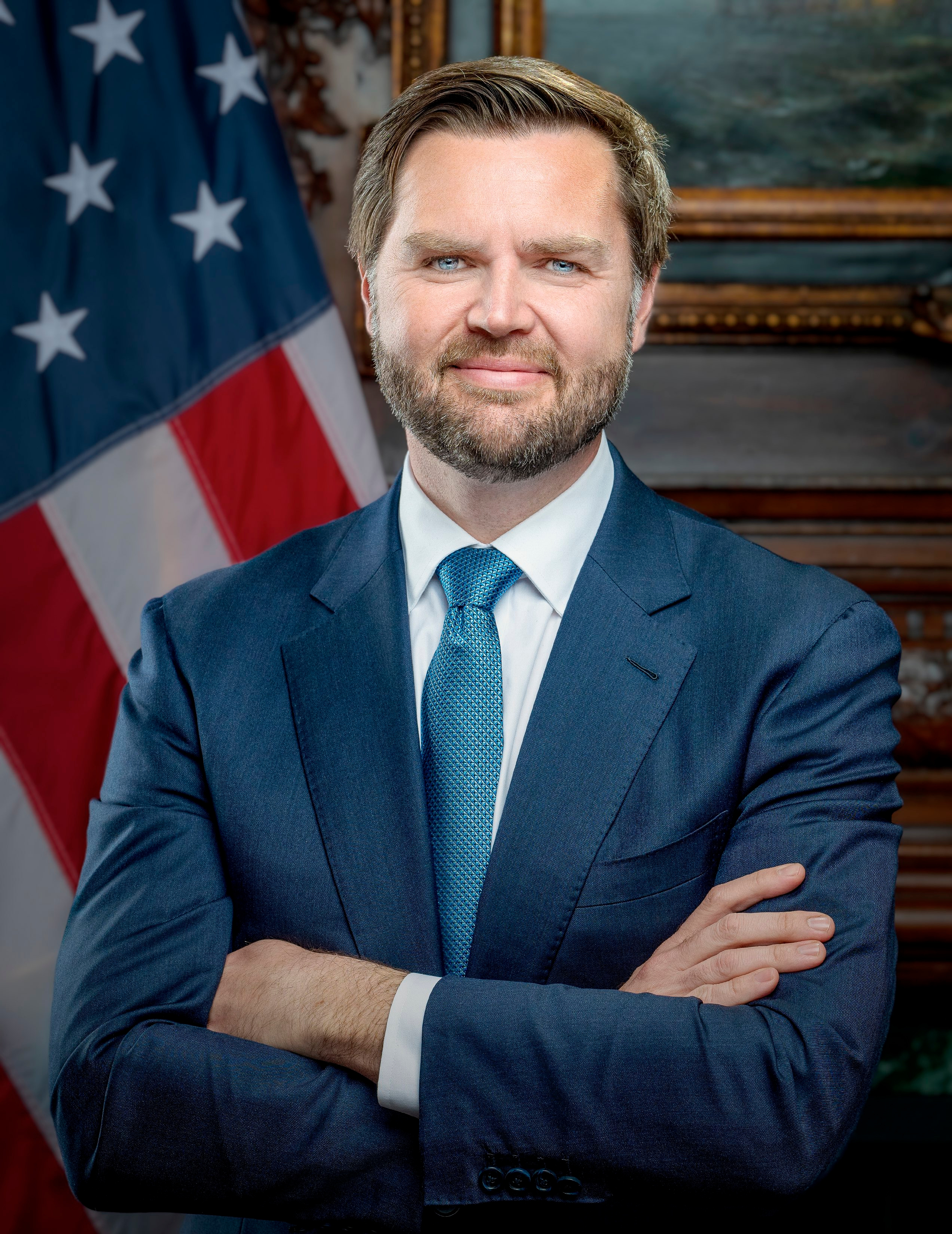
J. D. 밴스 현임 부통령

미국의 정치는 다른 나라와 비교하여 볼 때 특이한 측면들을 지니고 있다. 이러한 특성들은 주로 정치제도나 정치행동의 측면에서 발견될 수 있으며, 이는 곧 정치문화와 연결되어 있다. 미국의 정치문화는 미국인들의 정치적 성향에 중추적인 역할을 담당하고 있다. 가브리엘 앨몬드(Gabriel A. Almond)가 지적하였듯이 미국의 정치문화는 동질적이고 세속적이다. 인종의 도가니라고 불리는 미국에서는 인종뿐만 아니라 종교·문화·경제 등에 걸쳐서 차이가 크며 시민의 이해(利害)도 대립하기 쉽다. 따라서 식민지 시대부터 정치의 목표는 항상 현실적이며, 동의에 입각한 이해관계의 조정이 이루어졌다. 미국의 정치문화는 많은 가치가 복합된 정치문화인 동시에, 합리적이고 타산적이며, 경험적인 정치문화이다. 때문에 미국의 정치무대는 마치 혼잡한 분위기 속에서 거래가 이루어지고 있는 자유시장을 방불케 한다. 미국에서는 자유로운 개인의 정치 참여 원칙이 관철되어 왔다.
제도적인 측면에서 볼 때, 미국은 3권분립을 엄격히 고수하고, 독립국에 가까운 주(州)제도를 채용하여 지역의 자주성을 존중하고 있는 것도 이와 같은 역사적 경위에 의한 것이다. 그러나 형태적인 측면에서 보면, 이 분립된 3권간에는 권력의 중복현상이 일어나고 있다. 다시 말하면 미국의 정치체제 간에는 행정부·입법부·사법부가 중복되는 역할을 담당하는 경우가 흔히 있다. 연방제도를 채택하고 있는 미국의 정부는 구성주정부가 연방정부에 위임하는 권한을 헌법에 명시하고 있으며, 그 외의 권한은 국민과 50개의 주가 보유하고 있다. 50개주는 연방 정부와 마찬가지로 주 정부도 행정부, 입법부, 사법부 3부로 구성되어 있으며, 주 각부는 연방 정부의 각부와 동등한 기능 및 영역을 지닌다. 각 주의 행정 수반은 주지사다. 연방정부와 주정부간의 권력의 분리에도 불구하고, 양자 간에는 권력 분포와 행사에 있어서 중복현상과 마찰현상이 나타나고 있다. 20세기적인 상황이기는 하지만, 미국도 행정부의 권력이 비대해짐에 따라 의회의 권한은 상대적으로 약화되고 있다. 미국 정치에서 의회가 차지하는 위치나 역할은 매우 중요하며, 또한 강력하다. 단지 시대적인 차원에서 행정부의 권한이 강화된 반면, 의회의 권한은 상대적으로 약화되었을 뿐이다. 미국은 50개주에 포함되지 않는 괌, 북마리아나제도 등의 속령 등 해외영토를 보유하고 있다. 미국 대통령은 국가 군대 최고 통수권자의 직함을 가지며, 국방 장관과 합동 참모총장을 임명한다. 미국 국방부는 육군, 해군, 해병대, 공군을 비롯한 군 전체를 총괄한다. 해안 경비대의 경우 평화시에는 국토안보부에서, 전시에는 미 해군에서 관할한다.

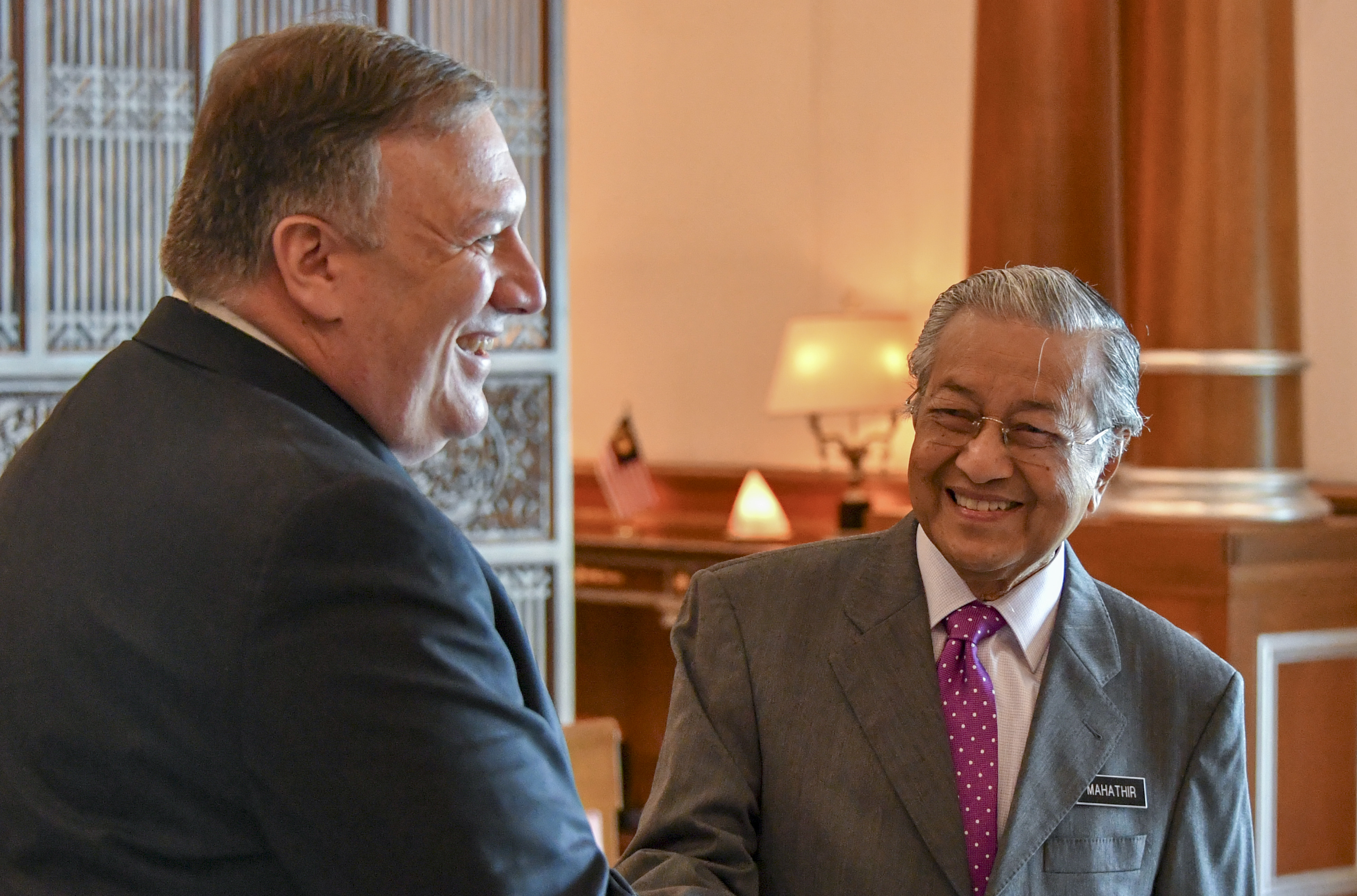
미국 국무부 마이크 폼페이오와 말레이시아의 총리 마하티르 빈 모하맛 (2018년 8월 3일)

최근 몇 년 동안 미국의 체벌이 크게 줄었다. 현재 미국 내 학교 체벌을 적극 허용하거나 이를 규제하는 법안 및 관행이 없는 주는 19개다. 이외 31개 주에서는 공립학교에서의 체벌을 불법으로 금지, 아이오와, 몬타나, 델라웨어, 메릴랜드, 뉴저지 및 캘리포니아 주에서는 공립 뿐 아니라 사립학교에서도 체벌을 금지하고 있다.

## 국방

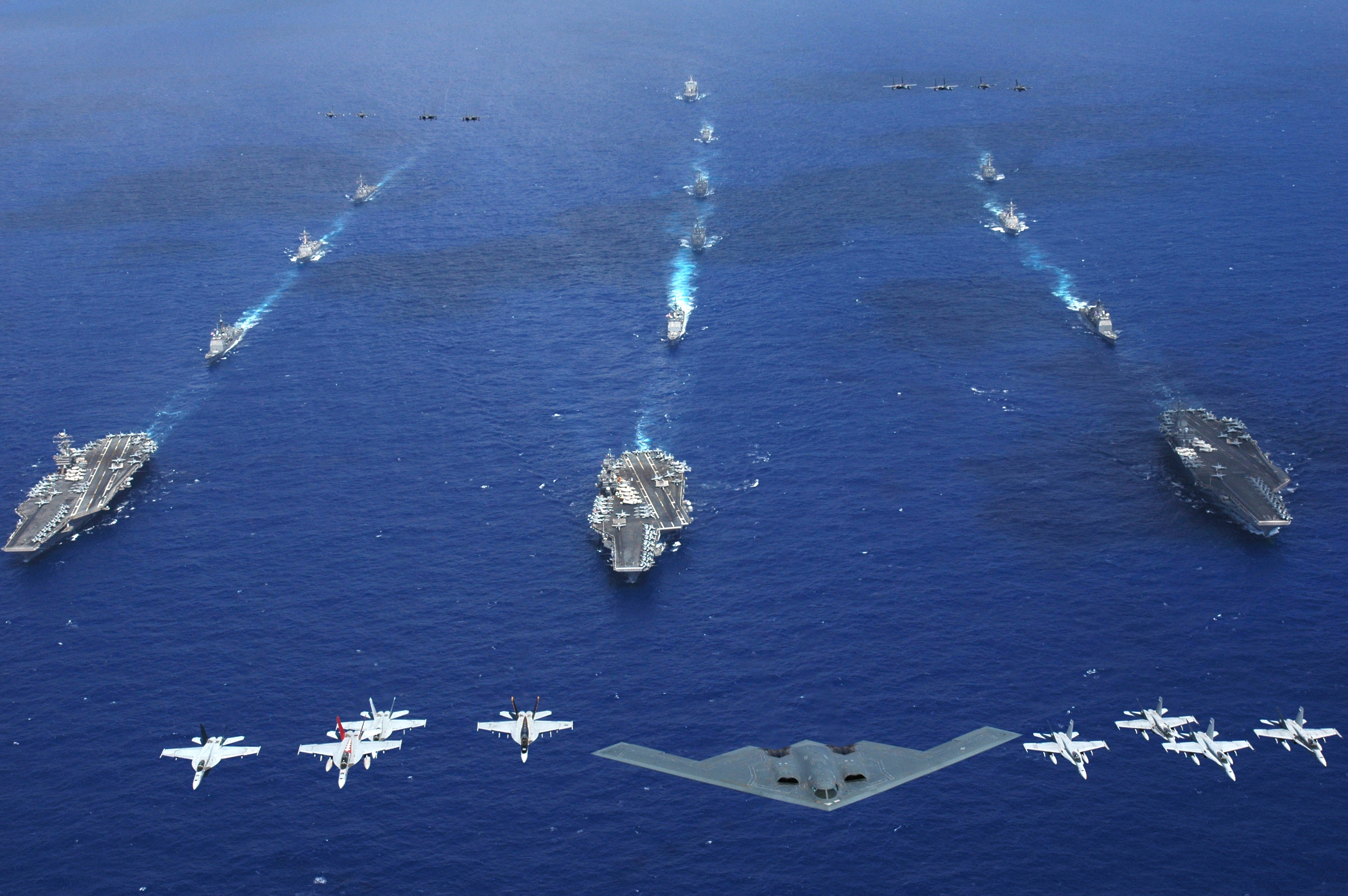
키티호크, 로널드 레이건호, 에이브러햄 링컨호와 해안경비대, 해군, 공군 비행기으로 이루어진 항모타격단.

미국은 세계 군사력 순위 1위 강국이다. 라이벌인 소련과 양자체제를 유지하다가, 소련이 붕괴 되므로 미국은 독자체제로 세계에 막강한 영향력을 행사하고 있다.
대통령은 국가의 군대 총사령관 지위를 가지고 있고, 국방부 장관과 미국 합동참모본부를 임명할 수 있다. 미국 국방부는 육군, 해군, 공군, 우주군, 해병대를 포함한 군대를 통솔한다. 해안경비대는 평상시에는 미국 국토안보부가, 전쟁 상황에는 미 해군에서 통솔한다. 2008년 현역으로 있는 군인이 140만 명을 넘겼다. 예비군과 주방위군까지 합치면 230만 명이 넘는다. 또한 국방부는 계약직을 포함하지 않은 민간인 70만 명을 고용하고 있다.
평상시에는 모병제지만, 전시 상황에서는 의무 징병 등록제를 통해 거의 대부분 징병제로 뽑는다. 미국 군대는 공군의 신속한 수송기, 해군의 11대 현역 항공모함, 해병 원정부대 해군 함대사령부와 태평양 함대를 통해 빠르게 투입할 수도 있다. 또한 해외에 865개의 해외 주둔 기지를 두고 있고, 25개 국가에는 미군을 주둔시키고 있다. 이러한 세계적 규모의 주둔군은 미국 "제국의 기반"이라고 일부 학자들은 말한다.
2011년 총 국방비 지출은 7,000억 달러 이상인데, 이는 세계 국방비의 41%며 상위 14개 국가의 국방비를 합친 것보다 더 많은 수치다. 미군 국방비는 GDP 전체의 4.7%로, 상위 15개 국가 중 사우디아라비아 다음으로 두 번째로 높은 수치다. CIA에 따르면 2012년 GDP 대비 미국 국방비 지출은 세계에서 23번째라고 한다. 미국 국방비는 냉전 시대 이후 최근 수 십년간 계속해서 감소하고 있는데, 1953년 전체 GDP의 14.2%, 1954년 연방비 69.5%를 맡은 것에 비해 2011년에는 GDP의 4.7%, 연방비는 18.8%로 감소했다.
2012년 국방비 예산은 2011년보다 4.2% 증가한 5,530억 달러로 이라크와 아프가니스탄 군사작전 때문에 1,180억 달러가 추가되었다. 2011년 12월에는 이라크에 마지막 미군을 보냈다. 이라크 전쟁 중 미군 4,484명이 사망했다. 2012년 4월에는 약 9만 명의 미군이 아프가니스탄에 파병되었다. 2013년 11월 8일까지 아프가니스탄 전쟁 중 2,285명이 사망했다.

## 경제

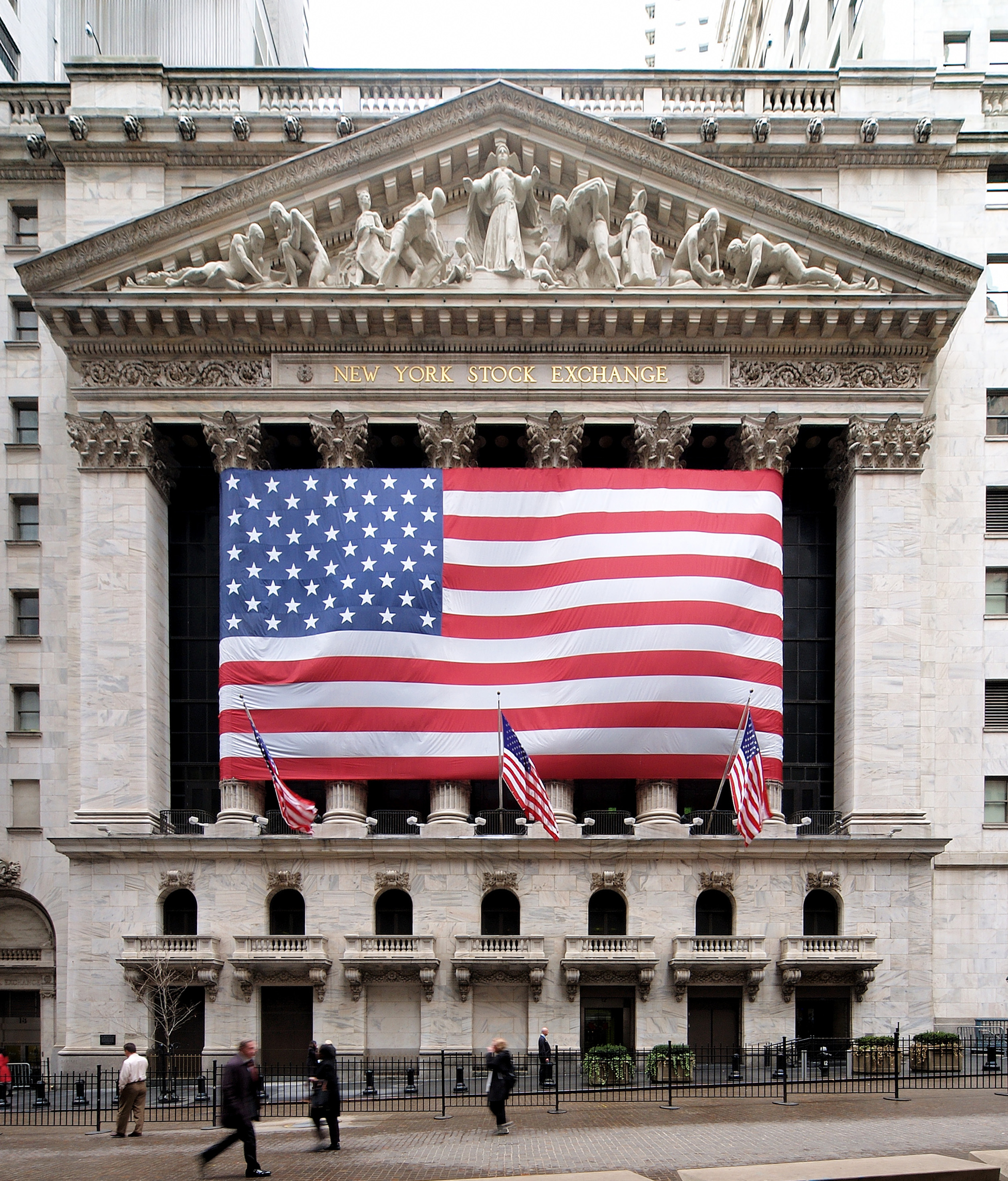
월 가의 뉴욕 증권거래소.

미국의 경제 체제는 민주주의적 혼합 경제로, 풍부한 천연 자원을 보유하고 있으며, 기반 시설이 잘 갖추어져 있고 높은 생산성을 누리고 있다. 미국이 부유한 경제를 이룩한 것은 풍부한 인적·물적 자원의 존재와, 기술혁신이 뒷받침된 국내 산업이나 해외에서의 활발한 투자활동으로 대표되는 고도의 자본주의 체제에 의한 것이다. 국제통화기금(IMF)에 따르면, 미국의 국내총생산은 20조 4128억 달러로, 시장 환율로 세계총생산(GWP)의 23%, 구매력 평가(PPP) 대비 세계총생산의 약 21%를 차지한다고 한다. 미국의 GDP는 세계 최대 규모며, 1인당 명목 GDP 9위, 구매력 평가 1인당 GDP 10위다.
미국은 세계 최대 재화 수입국이며, 수출 규모는 세계 1위인데 1인당 수입액은 비교적 낮다. 주요 무역 상대국으로는 캐나다, 중국, 멕시코, 일본, 독일이 있다. 2007년, 자동차는 주요 수출입 품목이었다. 중국은 미국 공공 채무를 가장 많이 보유한 해외 채권국이다. 약 6년간 성장하던 미국 경제는 2007년 12월부터 침체기를 맞고 있다. 한편 미국은 국제 경쟁력 보고서에서 2위에 등재되었다.
2009년 미국 경제에서 개인 부문은 전체 중 55.3%를 차지하는 것으로 집계되었는데, 연방 정부 활동은 24.1%, 주 및 지역 정부 활동(연방 이전액 포함)은 20.6%를 기록했다. 미국 경제는 탈산업화 단계로, 서비스 산업이 GDP의 67.8%를 차지하지만, 지금도 미국은 산업 강국이다. 기업 총수령액 기준 주요 사업 문야는 도소매 무역이며, 순수입 기준으로는 제조업이 주된 분야다. 화학 공학 제품은 주요 제조업 분야이다. 미국은 세계 3위 석유 생산국이며, 최대 수입국이기도 하다. 미국은 전기 및 핵 에너지를 비롯하여 액화 천연 가스, 황, 인지질, 소금 생산에서 세계 1위다. 농업은 미국 GDP의 1%를 넘지 미국은 옥수수와 콩의 세계 최대 생산국이다. 뉴욕 증권거래소는 세계에서 달러가 가장 많은 곳이다. 코카콜라, 맥도날드는 세계에서 브랜드 인지도가 가장 높은 기업이다.
2009년 3/4분기에 미국 노동 인구는 1억 5,440만 명이었다. 이 중 고용 인구의 81%가 서비스 부문에 종사하고 있다. 2,240만 명을 거느린 미국 정부는 주요 고용처다. 미국 노동자의 노동 조합 조직률은 12% 정도로, 서유럽의 30%에 비하여 낮은 수준이다. 세계 은행은 미국을 노동자의 고용과 해고가 가장 쉬운 나라 1위로 들었다. 1973년에서 2003년까지 미국인의 연간 평균 노동 시간은 199시간에 이르렀다. 이런 이유도 있어서, 미국은 세계에서 노동 생산성이 가장 높은 수준이다. 2008년에 미국은 시간당 노동 생산성 면에서 십년 전까지만해도 미국보다 높던 노르웨이, 프랑스, 벨기에, 룩셈부르크를 따라 잡았다. 유럽과 견주어 미국의 자산 및 법인 소득세율은 보통 높은 편이며, 노동 특히 소비세율은 낮다. 미국은 내수경제가 튼실한 국가다. 그렇기 때문에 제조업에서 내수 위주로 산업기반을 바꾸기도 했다. 세계최대 석유 비축량에 셰일 가스까지 보유하고 있다. 최첨단 공산품을 많이 생산하며 정치적으로 소외된 계층이나 불공평한 대접을 받는 계층이 적고 엘리트 계층이 솔선수범하여 내적 모순을 해결하기 위해 노력하며 영토는 넓고 자원은 풍부하며 새로운 인력이 끊임없이 외부에서 공급된다.

## 교육

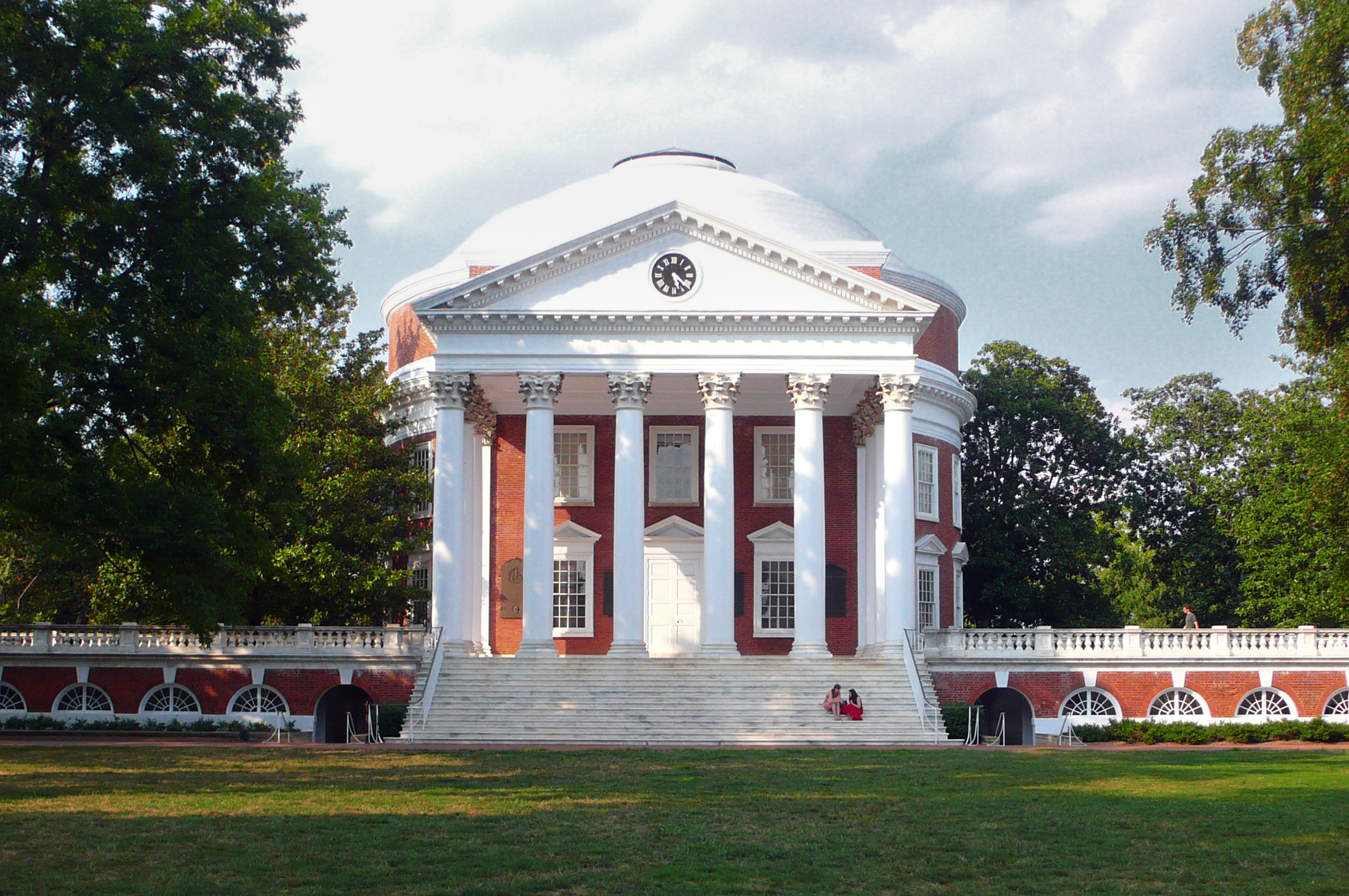
버지니아 대학교, 토머스 제퍼슨이 설계했으며, UNESCO 세계유산에 등재되어 있다.

미국의 교육은 초기 식민지 시절부터 중요시되어 왔는데, 고등교육기관의 발전은 전쟁과 과학 연구 등에 있어 미국의 역사와 함께해왔다. 초기에서부터 현재까지 교육에 있어 종교의 영향은 매우 크며, 엘리트들의 국가 경영이 장려되는 사회여서, 사학이 발달했다. 크게 사립과 주립 혹은 국공립 교육기관으로 나뉘며, 대부분의 주에서는 6세에서 16세까지 무상·의무 교육을 실시한다. 미국 학생들의 절대 다수가 중등교육을 마치는 17, 18세 (K-12 학제 상 고등학교 졸업반)까지 학교에 다닌다. 부자들은 대체로 사립 학교에 다닌다. 실용적인 교육 철학은 교육의 마지막 기간인 대학교와 대학원의 우수성에서 알 수 있는데, 특히 대학교와 대학원 등 고등교육은 그 명성과 학열, 학생 수준, 그리고 연구 실적에서 세계 여느 나라의 고등교육기관을 압도한다. 미국에서 대학에 진학하려면 ACT(주로 중부 쪽 대학)나 SAT(주로 동부, 서부 쪽 대학)를 치러야 한다. 다른 유럽의 국가들처럼 미국도 중등 교육 단계부터 학점제를 채택한다. 교육에서는 영어를 사용하고, 외국어로는 독일어, 프랑스어, 스페인어, 라틴어, 그리스어, 히브리어, 이탈리아어, 중국어, 일본어, 한국어 중 하나를 선택한다.
미국에는 세계적으로 손꼽히는 고등교육기관이 많이 있다. 학문, 연구, 스포츠, 예술 등 각종 분야에서 권위와 영향력이 있는 명문 대학교로는 하버드 대학교를 포함하는 아이비리그와 공립 대학교(퍼블릭 아이비)인 UC 버클리, UCLA, 윌리엄 & 메리 칼리지, 버지니아, 미시간 대학교, 그리고 사립 대학교인 스탠퍼드, 시카고, 워싱턴 세인트루이스와 MIT가, 미국 남부의 대표적 사립 대학교인 듀크, 밴더빌트, 라이스와 에모리 대학교 등이 있다.

## 교통

총 46876 mi의 길이를 자랑하는 인터스테이트 하이웨이 시스템 지도.

개인 교통수단 중 가장 많이 차지하는 것은 자동차로, 미국은 세계에서 가장 긴 도로망을 가진 나라 중 하나인데 1억 3천 만개의 도로가 펼쳐져 있다. 또 세계에서 두 번째로 큰 자동차 시장이며, 미국인 1,000명당 765대의 자동차를 가지고 있어 세계에서 가장 높은 1인당 자동차 보급율을 기록하고 있다. 이러한 개인용 자동차의 40%는 밴, SUV, 소형 트럭이다. 미국인들은 하루 평균 29마일 (47 km)을 다니며 55분을 운전하는데 보낸다.
미국인 전체 출퇴근자의 9%는 매스 트랜싯을 이용한다. 철도를 이용한 화물수송은 광범위 한 반면에 여객 철도 이용률은 조금 떨어지는 편이다. 하지만 암트랙의 국가 여객 철도 시스템의 이용자 수는 2000년부터 2010년까지 37%가 증가했다고 한다. 또한 매년 경전철 개발이 증가하고 있다.
미국은 국토가 넓은 덕에 항공 산업이 매우 잘 발달되어 있다. 세계에서 가장 큰 3개의 항공사 (아메리칸 항공, 델타 항공, 유나이티드 항공)가 모두 미국에 있으며 2013년 아메리칸 항공이 US 에어웨이즈와 합병되면서 세계에서 가장 큰 항공사가 되었다. 또 세계에서 가장 바쁜 공항 30개 중 미국에서 가장 바쁜 공항인 하츠필드 잭슨 애틀랜타 국제공항을 포함해 16개 공항이 이름을 올렸다.

## 문화
아메리카 대륙에 신세계를 구축한 개척자들은 엄격한 청교도이며 그 금욕사상은 모든 경쟁이나 즐거움을 죄악시하여 종교적인 활동을 제외하고 생산과 결부되지 않은 활동을 부정했다. 따라서 영국에서 도입된 예술·스포츠 문화가 신세계에 뿌리를 내리고 꽃을 피우기까지는 꽤 오랜시간이 걸렸다. 개척민들은 그들 고유의 언어와 문화관을 가지고 있었으나 빠르게 미국사회에 동화되었고 새로운 문화를 형성해 나갔다. 건축, 미술, 문학, 음악 등 다방면에서 미국적인 사고와 양식이 표출되었으며, 특히 지금까지 전 세계적으로 영향력을 가지는 것은 대중음악과 영화를 들 수 있다.

### 대중 매체

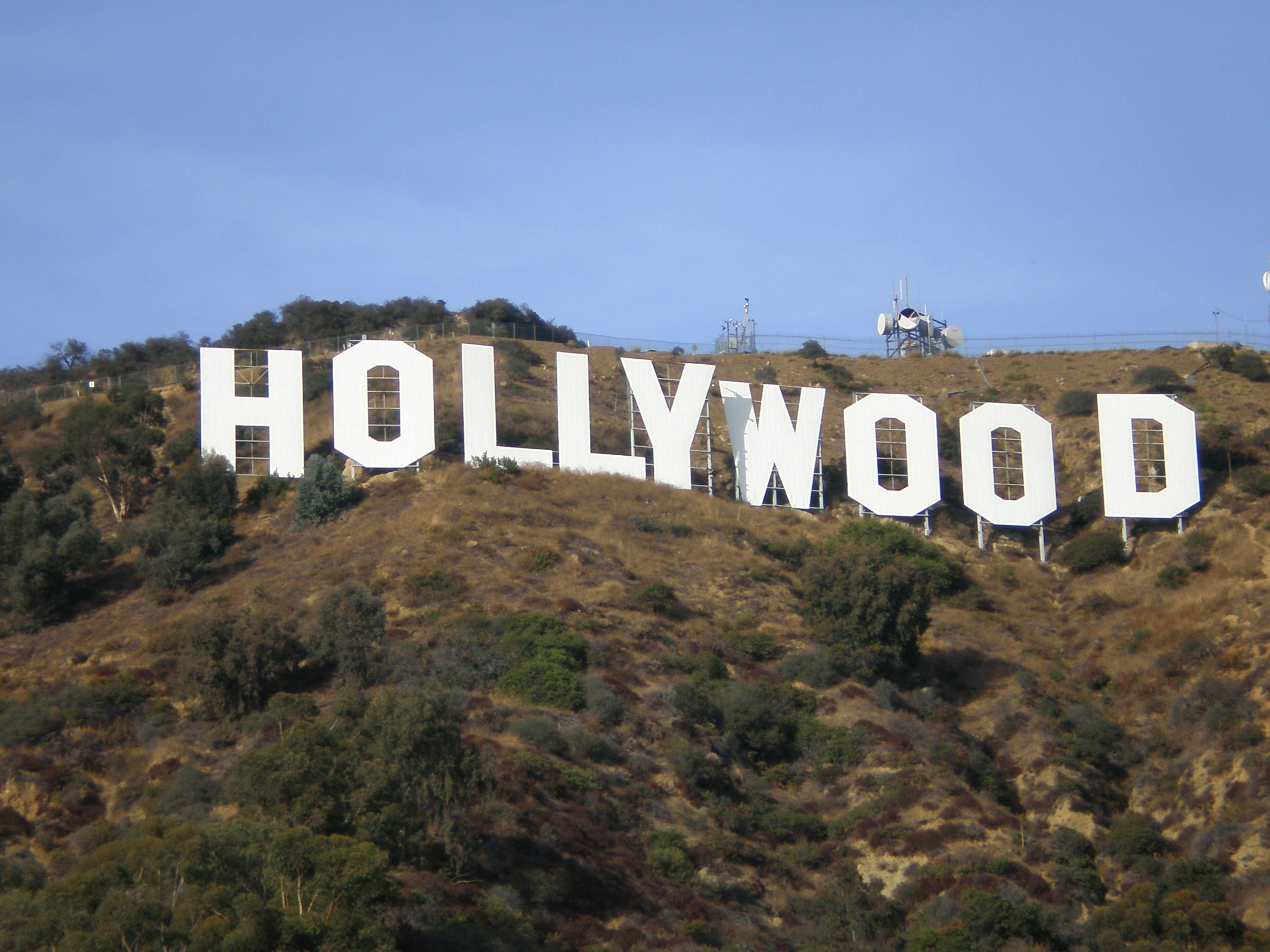
캘리포니아주 로스앤젤레스에 있는 할리우드 사인.

세계 최초의 상업적 그림 전람회는 1894년 토마스 에디슨의 키네토스코프를 사용해 뉴욕에서 열렸다. 다음 해 뉴욕에서 최초로 상업적인 영화 상영이 이루어졌고, 미국은 이후 수 십년 동안 유성 영화의 성장에 힘썼고 영화에 있어서는 최고의 국가가 되었다. 20세기 초반 이후 미국의 영화 산업은 캘리포니아주 할리우드를 중심으로 이루어지고 있다.
감독 데이비드 와크 그리피스는 영화 기법을 발전시키는데 가장 중요한 사람으로, 오손 웰즈의 《시민 케인》(1941)은 역사상 가장 위대한 영화 중 대표적인 예다. 존 웨인과 마릴린 먼로는 미국 영화 배우의 상징이며, 제작가/사업가 월트 디즈니는 애니메이션 영화를 만들어냄과 동시에 영화 캐릭터를 상품화 시킨 장본인이다. 할리우드는 세계 영화 산업의 중심지 중 한 곳이다.
미국은 세계에서 가장 많은 시청자들을 보유한 곳이고, 평균 일간 시청 시간은 2006년 다섯 시간으로 기록된 이후 계속해서 증가하고있다. 네 개의 주요 방송 텔레비전 네트워크는 모두 상업적인 독립체다. 미국인들은 하루 평균 2시간 30분 정도 라디오 프로그램을 청취할 정도로 크게 대중화되어 있다. 포털 사이트와 웹 검색 엔진 이외에 페이스북, 유튜브, 위키백과, 블로거, 이베이, 크레이그리스트는 매우 유명한 웹사이트들이다.
아프리카계 미국인의 리듬과 가사 스타일은 유럽의 전통 음악과 다르게 미국 음악의 많은 부분에 있어 깊게 영향을 끼쳤다. 블루스와 같이 포크의 한 요소로 은어로만 알려져있던 장르는 요즘에 옛날 음악의 일종으로 인식되면서 세계적인 인기 있는 장르로 변했다. 재즈는 20세기 초 루이 암스트롱, 듀크 엘링턴과 같은 사람들이 도입해 발전시켰다. 컨트리 음악은 1920년대 발전되었고, 리듬 앤 블루스는 1940년대에 발전되었다.
엘비스 프레슬리와 척 베리는 1950년대 중반 락앤롤 장르를 대중화시켰다. 1960년대에는 밥 딜런은 포크 장르의 부흥과 함께 미국의 가장 유명한 작곡가 중 한 명이었던 제임스 브라운과 함께 펑크를 발전시켰다. 최근 미국 음악계는 힙합과 하우스 음악이 많이 창작되고 있다. 엘비스 프레슬리, 마이클 잭슨, 마돈나와 같은 미국의 팝 스타는 세계적인 인기를 얻고 있다.

### 문학,철학,예술

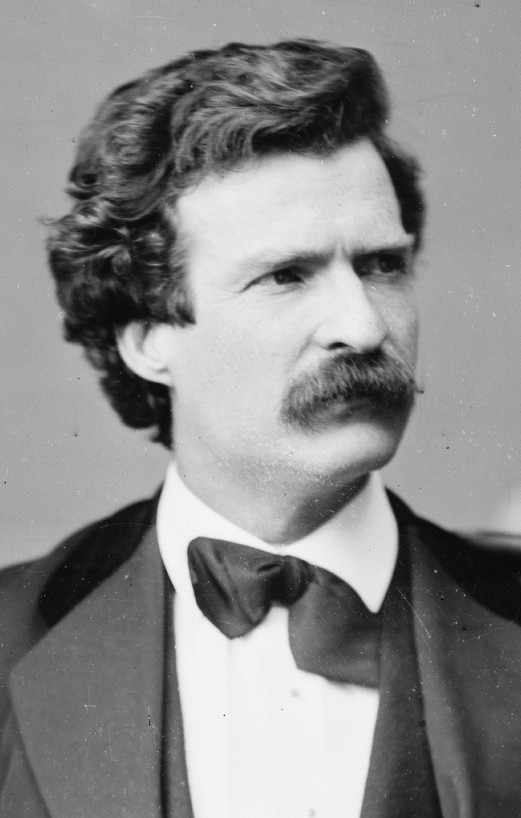
미국의 유명한 작가 마크 트웨인.

역사를 통틀어 미국은 일단의 뛰어난 작가들을 배출했다. 코튼 매더와 조내선 에드워즈의 설교집에서부터 벤저민 프랭클린과 토머스 제퍼슨의 불후의 저작에 이르기까지 식민지시대와 건국 초기시대가 미국 문학 속에 생생하게 묘사되어 있다. 19세기 문학은 너새니얼 호손, 허먼 멜빌, 에밀리 디킨슨, 에드거 앨런 포, 월트 휘트먼, 마크 트웨인, 헨리 제임스 등과 같은 작가들로 대변되었다. 20세기에는 어니스트 헤밍웨이, 윌리엄 포크너, 존 스타인벡, H. L. 멘켄, F. 스콧 피츠제럴드, 노먼 메일러, 솔 벨로, 존 업다이크 등의 작가들이 이름을 떨쳤다. 희곡 작가로는 유진 오닐, 테네시 윌리엄스, 시인으로는 에즈라 파운드, T. S. 엘리엇, 로버트 프로스트 등이 두각을 나타냈다.
흑인 문학으로는 랠프 엘리슨의 《투명 인간》 (Invisible Man, 1952년)이 20세기 미국 소설 가운데 불후의 명작으로 남았다. 보다 최근에는 여성운동이 정치적인 성격을 띠게 되면서 토니 모리슨, 앤 타일러, 루이즈 에드리히 등의 작품이 애독되었으며 여성 소설의 급속한 팽창을 경험했다.
건축 분야의 경우, 스칸디나비아에서 전해진 통나무집은 신속하게 보급되어 숲이 우거진 프런티어 지역의 상징적인 주택이 되었다. 연방양식, 그리스 부흥 양식, 고딕 양식 등 보다 정교한 건축양식이 19세기에 도시와 시골의 건축물에 이용되었다.
도시들이 소위 황금시대(Golden Age)로 접어들면서 마천루가 등장해 미국 사회의 기술적 업적과 자신감을 상징적으로 나타냈다. 윌리엄 러 배런 제니와 루이스 설리번은 시카고 출신의 건축가로, 그러한 건축양식의 선구자들이다. 설리번의 제자인 프랭크 로이드 라이트(1869~1959)는 프레리 학파(Prairie School)로 알려진 새로운 건축설계운동을 시작해 20세기초에 미국 전역에 걸쳐 폭넓은 영향을 끼쳤다. 후대의 주요 미국건축가로는 독일 태생의 루트비히 미스 판 데어르 로어, 그의 제자들인 필립 존슨, 로버트 벤투리 등이 있다. 1825~1870년에 유행했으며 황야 그 자체를 소재로 삼았던 허드슨 강파(Hudson River School)는 미국 미술에서 일어난 최초의 토착화 운동으로 여겨진다. 애셔 브라운 더랜드가 그 대표적인 화가다. 도시생활은 에드워드 호퍼 같은 사실주의파나 스튜어트 데이비스 같은 추상파 화가를 막론하고 20세기의 많은 예술가들에게 영감을 불어넣었다. 20세기 중엽 추상표현주의(Abstract Expressionism)로 알려진 미국의 회화양식이 결과적으로 서양미술을 압도하게 되었다. 중심인물은 잭슨 폴럭과 로버트 머더웰 등이었다. 추상표현주의의 위세도 1960년대에 또다른 미국적 양식인 팝 아트(Pop Art)의 등장으로 쇠퇴했다. 앤디 워홀과 로버트 라우셴버그 등의 팝 아티스트들은 대중문화와 상업에서 자유롭게 소재를 선택했다.
종종 조각의 발전은 회화의 발전과 병행되는 경우가 있는데, 루이즈 니벌슨과 마크 디 주베로의 추상화와 클래스 올덴버그의 팝 아트 조각이 바로 그 예다. 다양한 양식과 경향과는 대조를 이루는 특이한 예술가들이 주기적으로 등장하는 것이 미국 예술의 현저한 특징 중의 하나다. 고립상태에서 제작된 그들의 작품들은 국가적 경험에서 발견된 본질적인 것을 표현한다. 19세기의 윈즐로 호머와 20세기의 조지아 오키페 등의 화가들이 그 전형적인 예에 속한다.
미국인은 과소비성 소비행태로 알려져 있으나, 사실은 소비 행동이 절약적으로, 소량 구매, 쿠폰의 생활화가 되어 있다. 창고 세일, 일회용 상품, 패스트 푸드의 문화가 정착되어 있다. 소비 생활의 흐름은 전문 유통 업체가 증가하고, 쇼핑몰이 대형화되고, 소비자의 안목이 고급화되는 것이다. 세계에서 가장 부자가 많은 나라이고 전체적인 국민 소득 수준이 높은 관계에다 자유롭고 소비를 조장하는 문화 등의 이유로 미국은 세계에서 가장 많이 사치품을 구입하는 나라며, 각종 자원들을 엄청난 양으로 소비하는 나라다. 일부 특권층의 과소비가 악명 높으며, 중산층 역시 소비생활을 즐기는 문화 속에 살며, 빈부격차는 더욱 심해지는 추세다.

### 음식

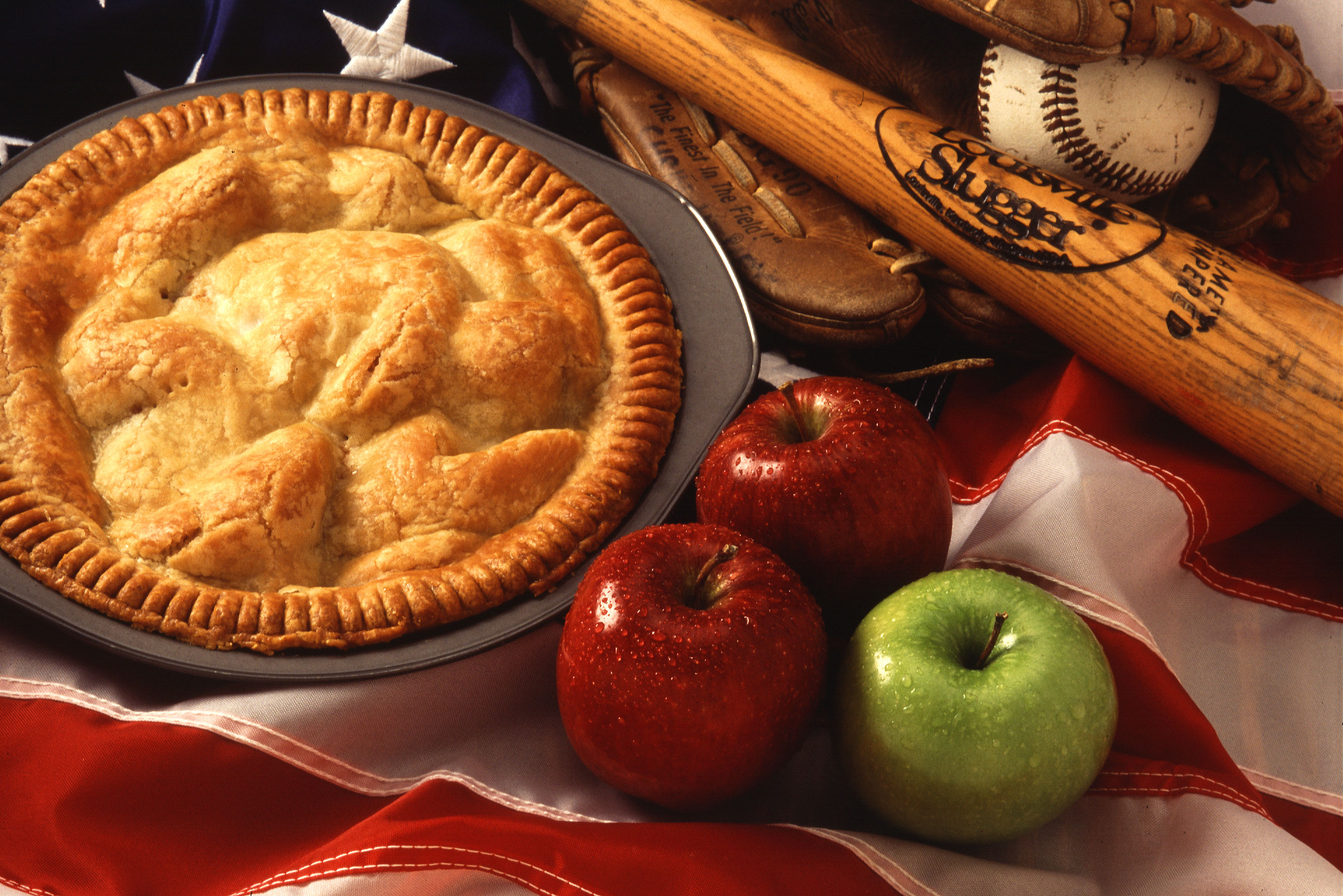
미국 문화를 대표하는 상징물과 애플파이.

주류 미국 요리는 다른 서양 국가들과 유사하다. 밀은 미국인들에게 있어서 기본적인 곡물이다. 북미 원주민과 초기 유럽 이주민들은 전통적인 미국 요리에 칠면조, 사슴고기, 감자, 고구마, 옥수수, 호박, 메이플 시럽(캐나다의 메이플 시럽을 체출하는 나무에서 나오는 시럽)과 같은 원산 재료를 사용하기 시작했다. 천천히 조리하는 돼지고기와 소고기 바베큐, 크래브 케이크, 초콜릿 칩 쿠키는 독특한 미국 요리들이다. 아프리카 노예들에 의해 만들어진 솔 푸드는 남부를 중심으로 많은 아프리카계 미국인들에게 인기를 얻고 있다. 루이지애나 크리올요리, 케이준 요리, 텍스 멕스와 같은 싱크리티즘 요리는 지방의 영향을 크게 받았다.
애플파이, 프라이드치킨, 피자, 햄버거, 핫도그와 같은 미국 특유의 음식은 다양한 이민자들의 레시피가 섞이면서 생겨났다. 프랑스식 감자튀김, 부리토(Burrito)와 멕시코식 타코(Taco)와 같은 멕시코 요리, 이탈리아에서 전해지면서 미국식으로 변형된 파스타 요리는 널리 퍼져있다. 미국인들은 보통 차보다 커피를 좋아한다. 미국의 기업들에 의한 마케팅은 아침 식사와 함께 오렌지 주스 또는 우유를 마시는 것이 흔한 모습이 되는데 큰 원인이 되었다.
미국의 패스트푸드 시장은 세계에서 제일 큰데, 1930년대 드라이브 스루 형식을 만들어냈다. 패스트푸드의 소비는 건강에 대한 우려를 촉발했다. 1980년대와 1990년대를 거치면서 미국인들의 열량 섭취량은 24%가 증가했고, 패스트푸드 매장에서 자주 식사하는 것에 관련해 미국 공중 위생 관리는 "비만 유행성"이라고 부른다. 높은 당이 들은 청량음료는 널리 인기를 얻고 있는데, 이러한 설탕이 첨가된 음료는 미국인들의 칼로리 섭취량 9%를 차지하고 있다.

### 스포츠
미국에서 매년 열리는 화려한 스포츠 행사들로는 프로 야구의 월드시리즈, 대학 미식축구의 각종 볼(로즈볼), 프로 미식축구의 슈퍼볼, 미국 프로 농구의 플레이오프전, 프로 아이스하키의 스탠리컵 대회, 미국 오픈 테니스 선수권 대회, 미국 프로 골프의 협회 선수권 대회 등이 있다. 인디애나폴리스 500마일 경주, 켄터키 더비, 프리크니스 스테이크스, 벨몬트 스테이크스, 서러브레드 경마, 프로 복싱 선수권대회(WBA(세계복싱협회), WBC(세계복싱평의회), IBF(국제복싱연맹), 미국복싱협회(NBA: National Boxing Association))가 주도하는 대회 등도 세계적인 관심을 끈다.
가장 인기있는 스포츠는 미식축구, 야구, 농구, 하키, 골프, 테니스, 아이스하키 등이며 가라테를 포함하는 마셜아츠(종합격투기와 무예 등), 레슬링, 모터스포츠 등도 대중적이다.

## 같이 보기
- 한국계 미국인
- 다민족 국가
- 미국의 이민
- 영어
- 초강대국
- 패권주의
- 미국, 400년의 도전(영어판)
- 북대서양 조약

## 참고 자료
- 로저 윌리엄과 살렘 마녀사냥에 대한 기사는 《5시간만에 읽는 쉽고 재미있는 교회사》/유재덕 지음/작은 행복을 근거로 작성.